# 26. September
Der 26. September ist der 269. Tag des gregorianischen Kalenders (der 270. in Schaltjahren), somit bleiben 96 Tage bis zum Jahresende.

## Ereignisse

### Politik und Weltgeschehen

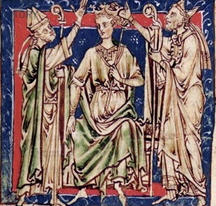
1087: Krönung Wilhelms II.

- 1087: In der Westminster Abbey wird Wilhelm II. zum englischen König gekrönt.
- 1423: Auf dem Rückweg von einem Raubzug wird eine englische Truppe im Hundertjährigen Krieg von einer französischen Streitmacht in der Schlacht von La Brossinière zum größten Teil niedergemacht.
- 1580: Sir Francis Drake kehrt von seiner dreijährigen Weltumsegelung nach England zurück.
- 1679: Der Frieden von Lund bekräftigt die Regelungen des Friedens von Fontainebleau zum Schonischen Krieg. Der Vertragsschluss wird aus Gründen der Staatsräson in Schweden wiederholt.
- 1687: Bei einem venezianischen Angriff auf Athen während der osmanischen Zeit wird der Parthenon schwer beschädigt.
- 1777: Im Amerikanischen Unabhängigkeitskrieg nehmen die Briten unter General William Howe die Stadt Philadelphia ein.
- 1799: Nach der Überquerung der Limmat mit Pontons im Zweiten Koalitionskrieg am Tag zuvor besiegen die Franzosen unter André Masséna ein russisch-österreichisches Koalitionsheer in der Zweiten Schlacht um Zürich.
- 1815: Auf Anregung des Zaren Alexander I. schließen die Monarchen Russlands, Österreichs und Preußens die Heilige Allianz.

1860: Flagge Ecuadors

- 1860: Ecuador erhält seine Flagge, die nach einem Wahlsieg der Konservativen über die Liberalen wieder an den Farben des früheren Großkolumbien orientiert wird.
- 1860: Im Zweiten Opiumkrieg erreichen alliierte Truppen Peking und beginnen mit der Eroberung der chinesischen Hauptstadt.
- 1907: Der Australische Bund und Neuseeland erhalten mit dem Dominionstatus die nahezu vollständige Unabhängigkeit von Großbritannien.
- 1914: Erster Weltkrieg außerhalb Europas: In Deutsch-Südwestafrika beginnt zwischen der deutschen Schutztruppe und einer zahlenmäßig überlegenen britisch-südafrikanischen Armee die mehrtägige Schlacht bei Sandfontein.
- 1915: Die deutsche Niedermayer-Hentig-Expedition erreicht die afghanische Hauptstadt Kabul. Das Ziel der Expedition unter Führung von Oskar von Niedermayer und Werner Otto von Hentig ist der Eintritt Afghanistans auf Seiten der Mittelmächte in den Ersten Weltkrieg.
- 1918: Im Ersten Weltkrieg beginnt die amerikanische Maas-Argonnen-Offensive, die bis zum 11. November dauern wird.
- 1923: Reichskanzler Gustav Stresemann bricht den passiven Widerstand im Ruhrkampf ab.
- 1941: Eine Woche nach der Eroberung Kiews durch die deutschen Truppen endet auch die Kesselschlacht von Kiew an der Ostfront. Der westliche Teil der Ukraine befindet sich damit nahezu vollständig unter der Kontrolle der Wehrmacht.
- 1944: Die Operation Market Garden während des Zweiten Weltkriegs zur Landung in Nordbrabant und Gelderland muss mit der Evakuierung der alliierten Truppen erfolglos abgebrochen werden.

1955: Staatswappen der DDR

- 1955: Die Volkskammer verabschiedet ein Gesetz über Flagge und Staatswappen der Deutschen Demokratischen Republik.
- 1960: Erstmals treffen während des Präsidentschaftswahlkampfs in den Vereinigten Staaten mit John F. Kennedy und Richard Nixon zwei Kandidaten bei einem Fernsehduell aufeinander.
- 1962: Im Königreich Jemen kommt es nach dem Tod von König Ahmad ibn Yahya zu einem Umsturz; in der Folge wird die Jemenitische Arabische Republik gegründet.
- 1969: In Bolivien kommt durch einen Putsch der General Alfredo Ovando Candía wieder ins Amt des Staatspräsidenten.
- 1972: Als Folge des Attentats bei den Olympischen Spielen in München wird in Deutschland als Sondereinheit zur Terrorismusbekämpfung die Grenzschutzgruppe 9 (GSG 9) gegründet.
- 1980: Ein rechtsextremes Bombenattentat auf dem Münchner Oktoberfest fordert 13 Tote und 218 Verletzte, unter ihnen viele Schwerverletzte.
- 1981: In Kairo verabredet die Terrorgruppe Al-Dschihad das Mordkomplott auf den ägyptischen Präsidenten Anwar as-Sadat und eine anschließende „Volksrevolution“ in Kairo und Asyut.
- 1983: Stanislaw Jewgrafowitsch Petrow verhindert einen Atomkrieg, indem er sich, entgegen den Anzeigen seines elektronischen Frühwarnsystems, weigert, einen scheinbaren Raketenangriff der USA auf die UdSSR für real zu halten.
- 1986: William H. Rehnquist wird Chief Justice of the United States am US-amerikanischen Supreme Court.
- 1989: Aus Kambodscha ziehen sich die letzten vietnamesischen Truppen zurück.

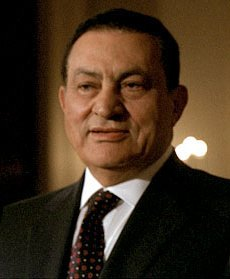
1999: Hosni Mubarak

- 1999: Der ägyptische Präsident Husni Mubarak wird durch ein Referendum für eine vierte sechsjährige Periode in seinem Amt bestätigt.
- 2004: In der Schweiz wird als letztem Land in Europa eine Mutterschaftsversicherung per Volksabstimmung eingeführt.
- 2005: Der Leiter der internationalen Entwaffnungskommission, der kanadische General John de Chastelain gibt in Großbritannien die vollständige Entwaffnung der Irish Republican Army (IRA) bekannt.
- 2005: Die US-amerikanische Soldatin Lynndie England wird wegen ihrer Beteiligung am Folterskandal im Abu-Ghuraib-Gefängnis während der Besetzung des Irak nach dem Irakkrieg in sechs Anklagepunkten für schuldig befunden. Am folgenden Tag wird sie zu drei Jahren Freiheitsstrafe verurteilt.
- 2014: Mit der Besetzung von Teilen des Admiralty-Stadtquartiers durch Demonstranten eskalieren die Proteste in Hongkong. Die Besetzungen, mit denen die Demonstranten demokratische Reformen erzwingen wollen, dauern bis zum 15. Dezember 2014 an.
- 2014: In der mexikanischen Stadt Iguala werden 43 Studenten entführt und später ermordet. Das Ereignis führte zu massiven Protesten im ganzen Land.
- 2022: Beim Anschlag auf die Nord-Stream-Pipelines werden beide Pipeline-Stränge von Nord Stream 1 und einer der beiden Pipeline-Stränge von Nord Stream 2 in der Nähe von Bornholm abschnittsweise gesprengt.

### Wirtschaft
- 1832: Der Göta-Kanal in Schweden wird eröffnet. Er soll das Passieren des Öresunds vermeiden helfen, da dort Sundzoll an Dänemark entrichtet werden musste.
- 1853: Die Victoria-Versicherung wird in Berlin als Allgemeine Eisenbahn-Versicherungs-Gesellschaft gegründet.
- 1872: Das Reisebüro Thomas Cook and Son startet die erste Weltreise, welche 222 Tage später mit der Rückkehr der Teilnehmer enden wird.
- 1876: Friedrich Karl Henkels Waschmittelfabrik Henkel & Cie. wird im Aachener Handelsregister eingetragen.
- 1986: Das US-amerikanische Verlagshaus Doubleday & Co. wird von Bertelsmann für 475 Millionen US-Dollar gekauft. Bertelsmann wird damit zeitweise zum weltweit größten Medienkonzern.
- 2008: Im Zuge der Weltfinanzkrise kommt es aufgrund akuter Liquiditätsprobleme zum Kollaps der Bank Washington Mutual. Bei einer Bilanzsumme von etwa 300 Milliarden US-Dollar ist dies die größte Bankenpleite in der Geschichte der USA. Ein Zusammenbruch mit entsprechender Überbelastung des US-amerikanischen Einlagensicherungsfonds kann mit der Übernahme durch die US-Bank JPMorgan Chase verhindert werden.

### Wissenschaft und Technik
- 1839: Die erste Teilstrecke der Taunus-Eisenbahn über 9 Kilometer von Frankfurt Taunusbahnhof nach Höchst am Main wird eröffnet.
- 1887: Emil Berliner aus Hannover meldet ein Grammophon zum Patent an, das als Tonträger Schallplatten benutzt.

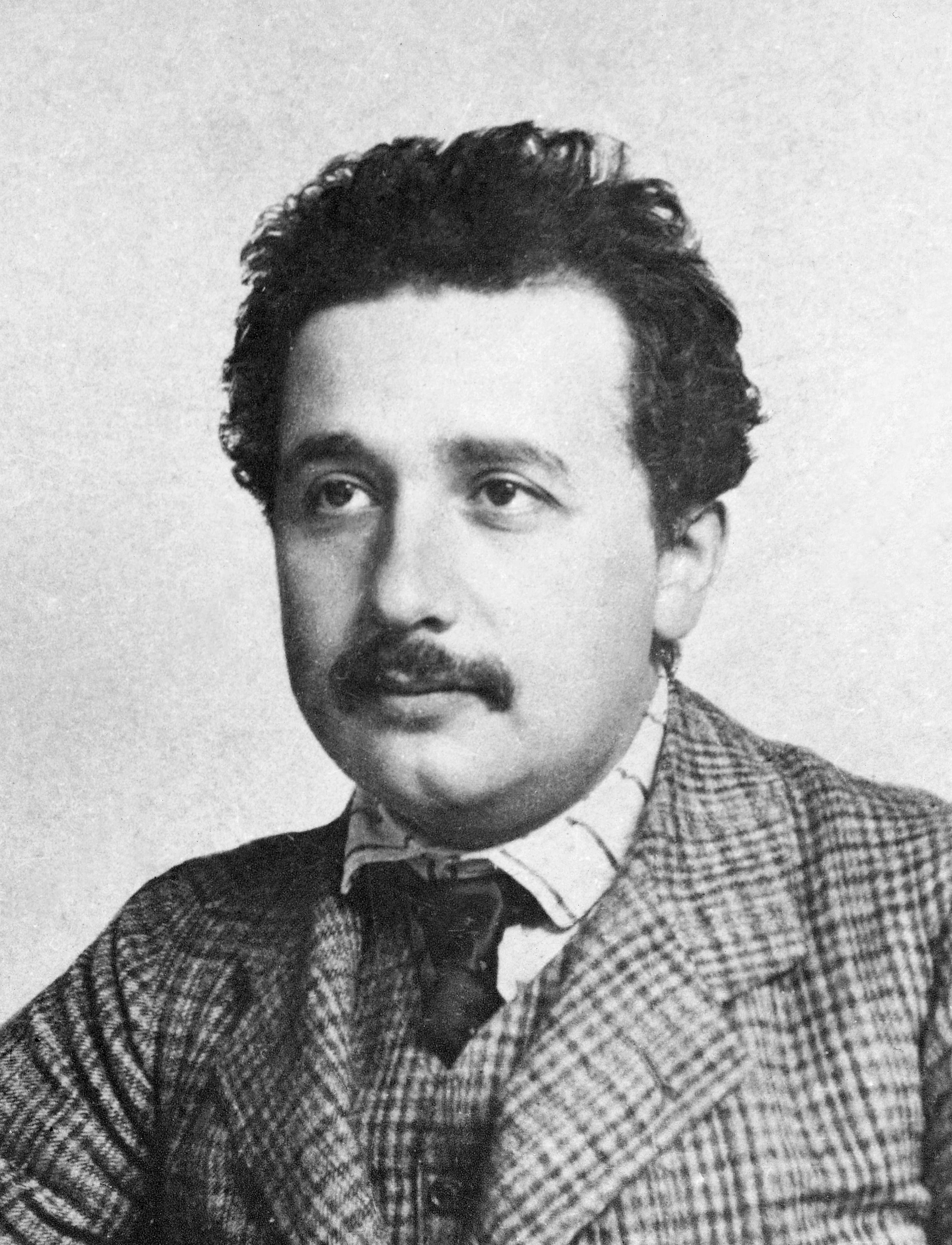
1905: Albert Einstein

- 1905: Albert Einstein veröffentlicht seine spezielle Relativitätstheorie in den Annalen der Physik.
- 1981: Die Boeing 767 absolviert ihren Jungfernflug.
- 1983: Kurz vor dem Start einer sowjetischen Sojus-Rakete bricht ein Feuer aus. Die Kosmonauten werden mit einer Kapsel von der Rakete abgesprengt und können sich retten.
- 1991: Das Experiment Biosphäre 2 beginnt. In einem von der Außenwelt hermetisch abgeschlossenen Gebäude sollen acht Bewohner die Möglichkeit des Lebens in einem geschlossenen Ökosystem erproben.

### Kultur
- 1662: Die Uraufführung des musikalischen Dramas Antiopa giustificata von Johann Caspar von Kerll findet in München statt.
- 1782: Die Uraufführung der Oper Il Barbiere di Siviglia ossia L'inutile precauzione von Giovanni Paisiello findet am Hoftheater in Sankt Petersburg statt.
- 1808: Die Uraufführung der Oper Ninon chez Madame de Sévigné von Henri Montan Berton findet an der Opéra-Comique in Paris statt.

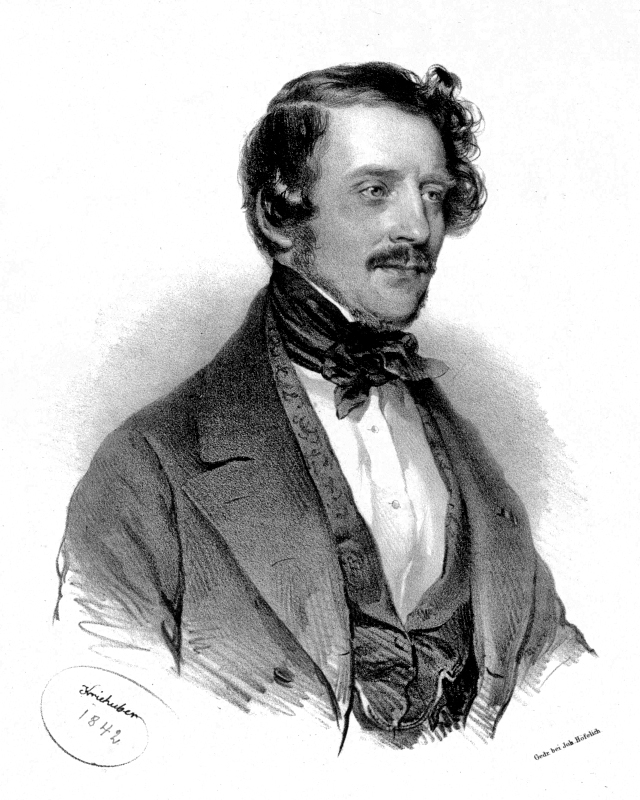
1835: Gaetano Donizetti

- 1835: Die Oper Lucia di Lammermoor von Gaetano Donizetti wird im Teatro San Carlo in Neapel uraufgeführt. Das Libretto stammt von Salvadore Cammarano nach dem Roman The Bride of Lammermoor von Walter Scott. Das Werk gilt als einer der Höhepunkte in der Epoche des Belcanto. Die Rolle der Lucia gehört zu den anspruchsvollsten Koloratursopranpartien der Opernliteratur.
- 1915: Die Oper Mona Lisa von Max von Schillings mit dem Libretto von Beatrice Dovsky wird in Stuttgart uraufgeführt.
- 1933: In London und New York erscheint zeitgleich James Hiltons Erfolgsroman Lost Horizon, der den Mythos von Shangri-La begründet.
- 1957: Im Winter Garden Theatre in New York City findet die Uraufführung des Musicals West Side Story statt. Die Musik stammt von Leonard Bernstein, die Gesangstexte von Stephen Sondheim und das Buch von Arthur Laurents nach einer Idee des Choreographen Jerome Robbins.
- 1969: In Großbritannien kommt Abbey Road auf den Markt – das letzte von den Beatles gemeinsam aufgenommene Album. Das von Iain MacMillan aufgenommene Photo auf dem Cover des Albums heizt die Paul is dead-Verschwörungstheorie weiter an.
- 1969: Der US-amerikanische Fernsehsender ABC strahlt die erste Folge der Familienserie The Brady Bunch (Drei Mädchen und drei Jungen) aus.
- 1982: Auf dem US-amerikanischen Fernsehsender NBC wird die erste Folge von Knight Rider ausgestrahlt.
- 1987: Thomas Gottschalk moderiert in der Hofer Freiheitshalle erstmals die Fernsehsendung Wetten, dass..?
- 1991: In Anwesenheit des nordrhein-westfälischen Ministerpräsidenten Johannes Rau wird das August-Macke-Haus in Bonn eröffnet, ein Museum in einem vom expressionistischen Maler August Macke früher bewohnten Wohnhaus.

### Religion
- 1143: Guido di Castello wird zum Papst gewählt und tritt sein Pontifikat als Coelestin II. an.
- 1348: Papst Clemens VI. erklärt in einer zweiten Bulle mit dem Titel Quamvis perfidiam die Juden für unschuldig als Brunnenvergifter oder Verursacher der Pest. Wer Juden verfolge, müsse mit Exkommunikation rechnen.
- 1943: Im Hirtenbrief vom 12. September verurteilt die katholische Kirche in Deutschland öffentlich die Ermordung von Behinderten und kranken Menschen (Krankenmorde in der Zeit des Nationalsozialismus) durch das NS-Regime in Deutschland, die Verlesung von der Kanzel erfolgte am 26. September

### Katastrophen
- 1509: Die seit dem Vortag über die Deutsche Bucht hereinbrechende Zweite Cosmas- und Damianflut verursacht hohe Schäden im Rheiderland und im Oldambt. Der Dollart erreicht seine größte Ausdehnung.
- 1941: Nördlich der Azoren wird der britische Passagierdampfer Avoceta von dem deutschen U-Boot U 203 torpediert und sinkt innerhalb von zwei Minuten. 123 Passagiere und Besatzungsmitglieder kommen ums Leben.
- 1954: Der Untergang des japanischen Fährschiffs Tōya Maru fordert 1153 Menschenleben.
- 1992: Kurz nach dem Start in Lagos stürzt ein nigerianischer Militärtransporter vom Typ Lockheed C-130 wegen Triebwerksausfall ab. Alle 163 Soldaten an Bord sterben.

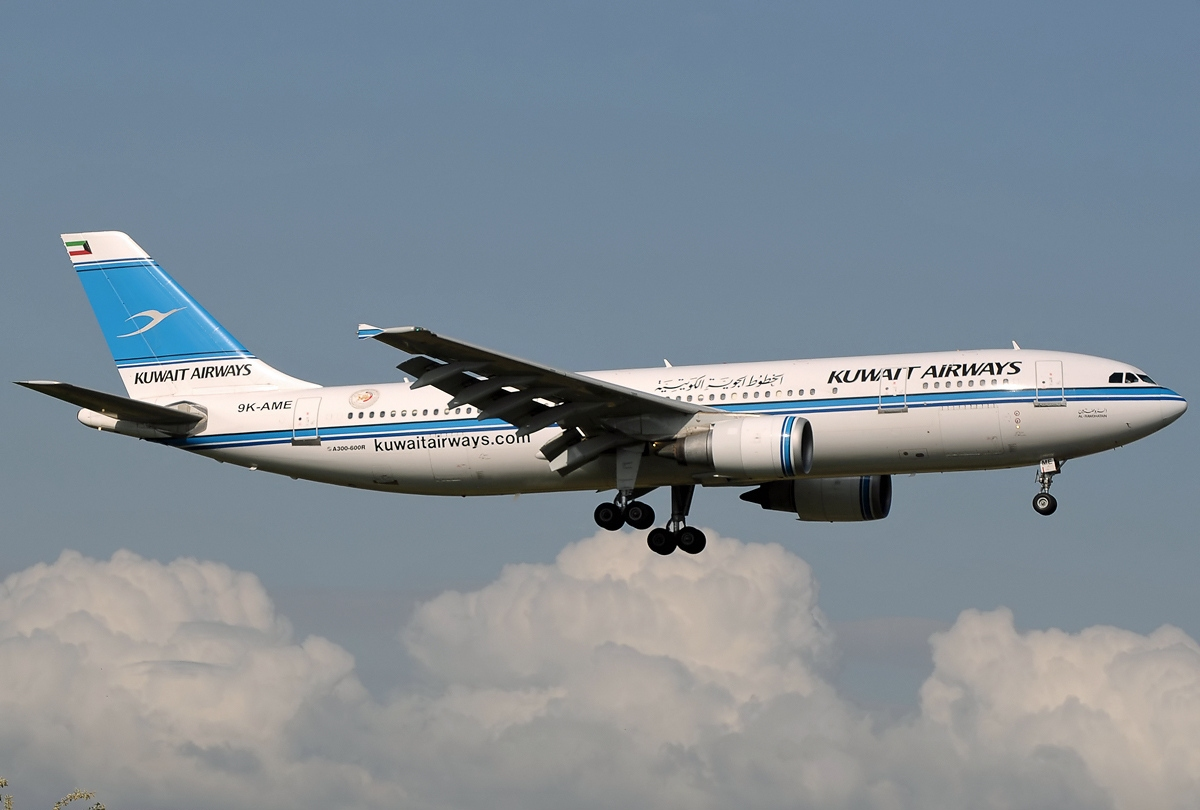
1997: Airbus A300

- 1997: Beim Absturz eines Airbus A300 der Airline Garuda Indonesia bei Medan, Sumatra, Indonesien sterben alle 234 Menschen an Bord.
- 1997: Zwei Erdbeben der Stärke 5,4 und 5,6 in Umbrien und Marken, Italien, fordern 11 Tote und 150 Verletzte in Assisi und Perugia. 50.000 Menschen werden obdachlos. Die Basilika San Francesco in Assisi wird schwer beschädigt.
- 2002: Beim Untergang der senegalesischen Fähre Le Joola sterben 1863 Menschen. Nur 60 Überlebende können nach dem Kentern des total überladenen Schiffs gerettet werden.

Kleinere Unglücksfälle sind in den Unterartikeln von Katastrophe und in der Liste von Katastrophen aufgeführt.

### Sport

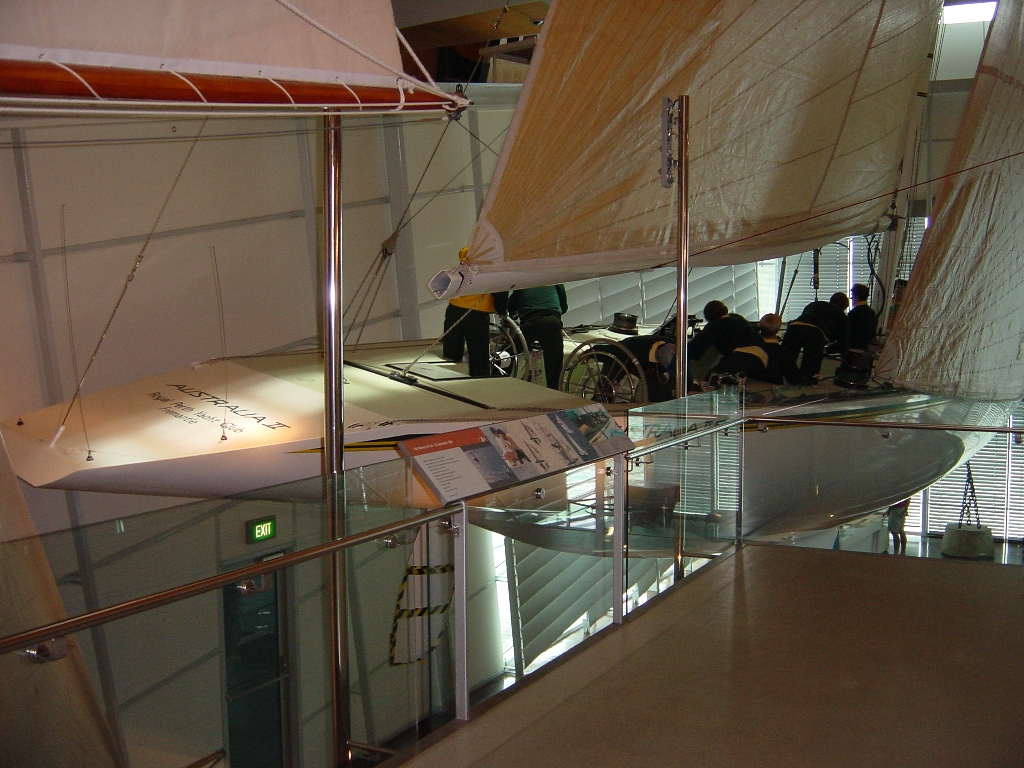
1983: Australia II

- 1983: Der America’s Cup wird nach 132 Jahren US-amerikanischer Dominanz von der Crew der Yacht Australia II gewonnen. US-Skipper Dennis Conner wird mit seiner Yacht Liberty geschlagen.
- 1998: Lennox Lewis gewinnt seinen Boxkampf und Weltmeistertitel im Schwergewicht gegen Željko Mavrović im Mohegan Sun Casino, Uncasville, Connecticut, USA, durch Sieg nach Punkten.

Einträge von Leichtathletik-Weltrekorden befinden sich unter der jeweiligen Disziplin unter Leichtathletik.

## Geboren

### Vor dem 18. Jahrhundert
- 1045: Nizār ibn al-Mustansir, Imam der Nizari-Ismailiten
- 1329: Anna von der Pfalz, zweite Frau Kaiser Karls IV.
- 1462: Engelbert von Kleve, deutscher Adliger, Graf von Nevers, Étampes und Eu

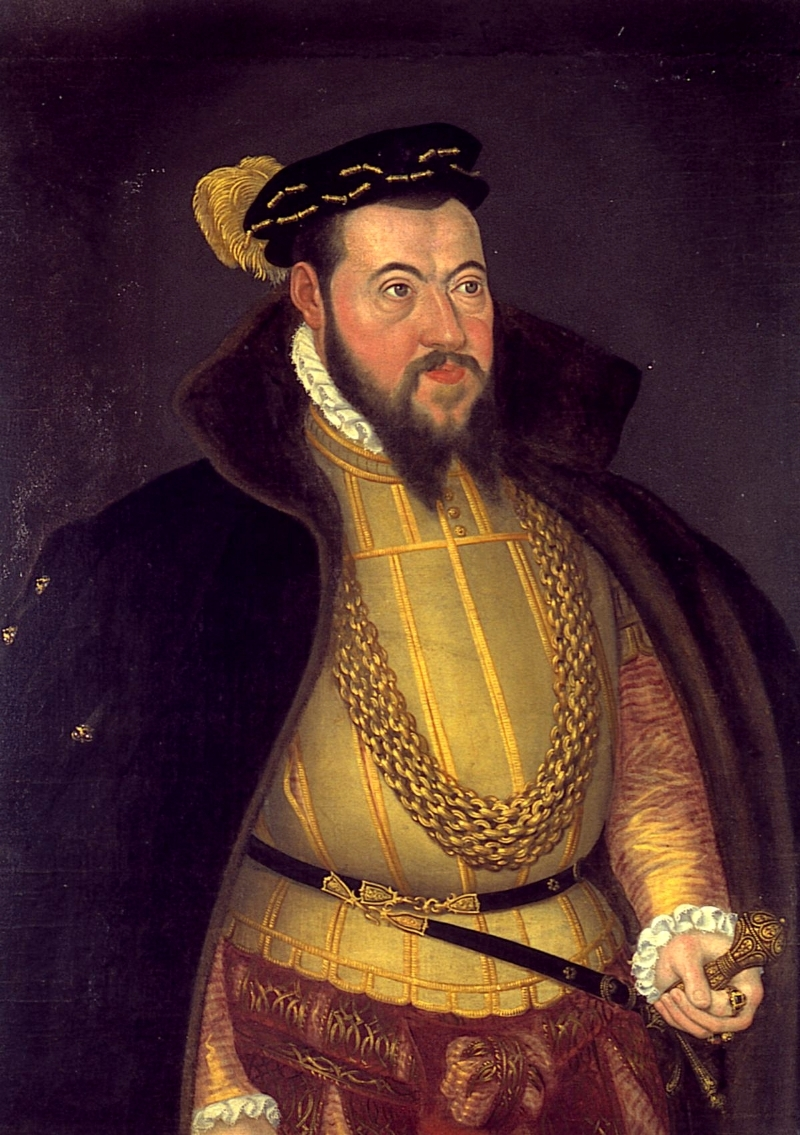
Wolfgang (* 1526)

- 1526: Wolfgang, Pfalzgraf und Herzog von Pfalz-Zweibrücken sowie Herzog von Pfalz-Neuburg
- 1552: Nicolò Contarini, Doge von Venedig
- 1565: Aelius Everhardus Vorstius, niederländischer Mediziner und Botaniker
- 1582: Eitel Friedrich von Hohenzollern, Bischof von Osnabrück
- 1607: Francesco Cairo, italienischer Maler
- 1609: Christina Sophia von Ostfriesland, Landgräfin von Hessen-Butzbach
- 1615: Heinrich Bach, deutscher Organist
- 1641: Nehemiah Grew, englischer Botaniker, Physiker und Physiologe
- 1651: Franz Daniel Pastorius, deutscher Jurist und Schriftsteller, Begründer der ersten deutschen Ansiedlung in Nordamerika
- 1679: Johann Gottlob Carpzov, deutscher lutherischer Theologe
- 1683: Emanuel Wohlhaupter, böhmischer Maler
- 1692: Pietro Antonio Trezzini, Schweizer Architekt in St. Petersburg
- 1698: William Cavendish, 3. Duke of Devonshire, britischer Adeliger und Politiker

### 18. Jahrhundert
- 1708: Ignaz Sichelbarth, in China tätiger deutsch-böhmischer Jesuiten-Missionar und Maler
- 1715: Niccolò Oddi, päpstlicher Legat und Metropolit des Erzbistums Ravenna
- 1718: Johann Friedrich Stahl, deutscher Forstwissenschaftler
- 1723: Friedrich Melchior Grimm, deutscher Schriftsteller und Diplomat
- 1734: Franz Anton von Weber, deutscher Musiker, Kapellmeister und Theaterdirektor
- 1736: Adolph von Danckelmann, preußischer Staats- und Justizminister
- 1743: Castolus Reichlin von Meldegg, letzter Fürstabt von Kempten
- 1746: Johann Carl Friedrich Dauthe, deutscher Architekt und Kupferstecher
- 1748: Raymond de Sèze, französischer Jurist

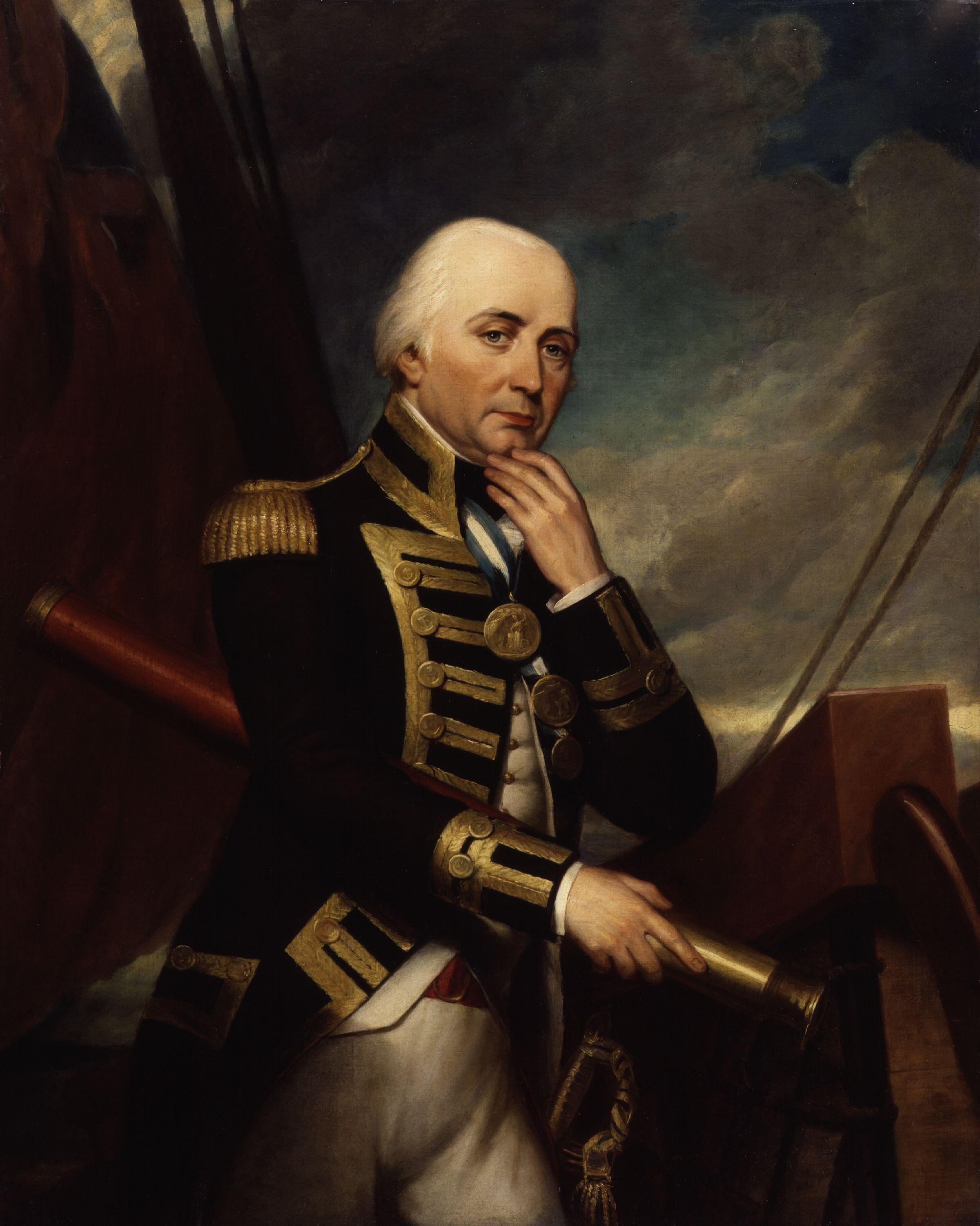
Cuthbert Collingwood (* 1750)

- 1750: Cuthbert Collingwood, 1. Baron Collingwood, britischer Vizeadmiral
- 1751: Cornelis Willem de Rhoer, niederländischer Historiker, Rhetoriker, Philologe und Rechtswissenschaftler
- 1754: Joseph Louis Proust, französischer Chemiker
- 1764: Friedrich August Walter, deutscher Mediziner
- 1757: Maria Amalie von Sachsen, Herzogin von Pfalz-Zweibrücken und Äbtissin des Damenstifts St. Anna in München
- 1759: Wenzel Müller, österreichischer Komponist und Theaterkapellmeister
- 1759: Ludwig Yorck von Wartenburg, preußischer Feldmarschall
- 1761: Wilhelm Thierry, deutscher Maler, Radierer und Architekt
- 1774: Johnny Appleseed, US-amerikanischer ökologischer Pionier
- 1779: Abraham Constantin Mouradgea d’Ohsson, französisch-armenischer Mongolist
- 1791: Théodore Géricault, französischer Maler und Vertreter der Romantik
- 1794: Wilhelm Legrand, Schweizer evangelischer Geistlicher
- 1795: Bernardo de Sá Nogueira de Figueiredo, portugiesischer Politiker und Staatsmann, mehrfacher Minister und Ministerpräsident
- 1796: Ida zu Waldeck und Pyrmont, deutsche Adelige

### 19. Jahrhundert
- 1814: Louis Arrighi de Casanova, Herzog von Padua und französischer Politiker

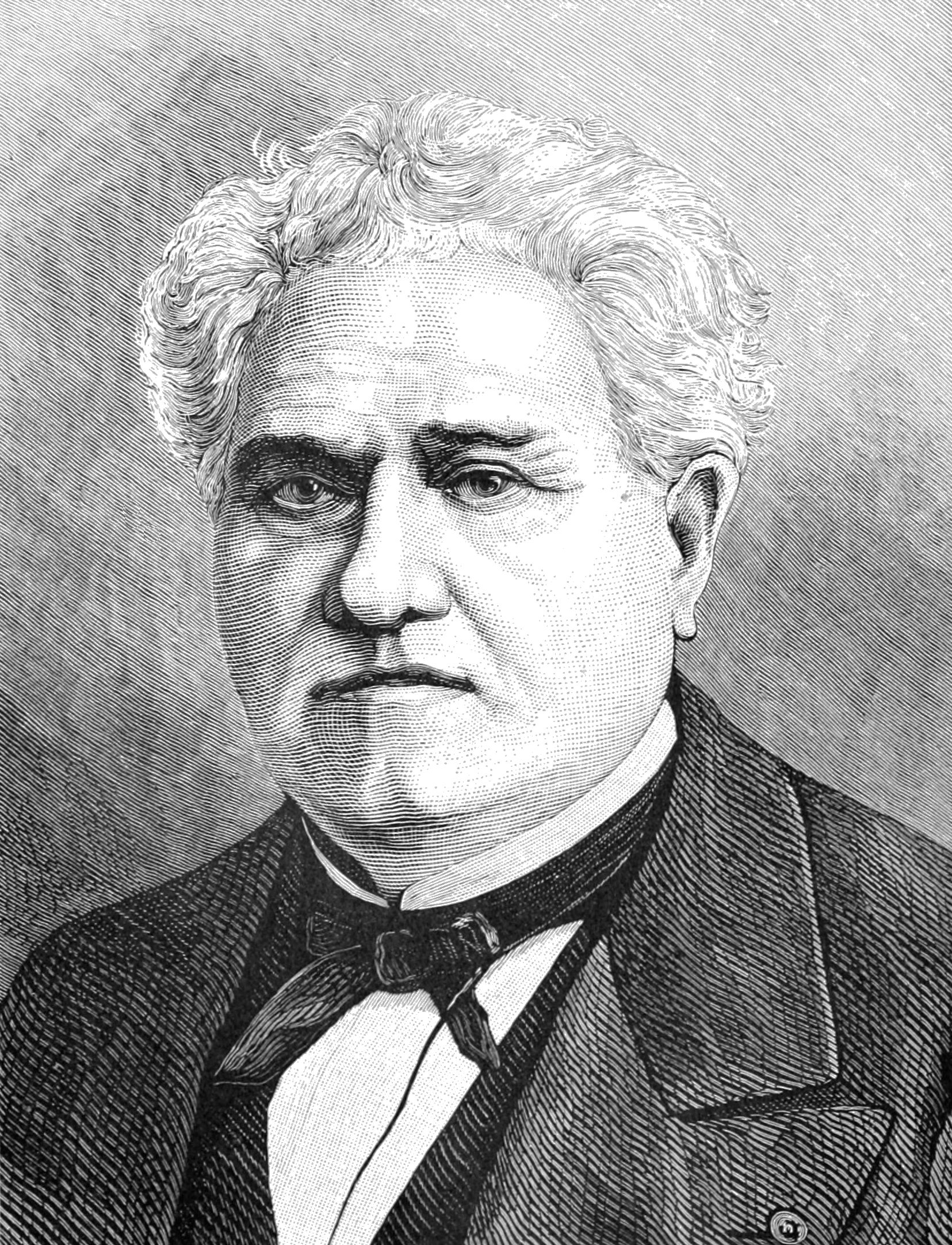
Paul Gervais (* 1816)

- 1816: Paul Gervais, französischer Zoologe und Paläontologe
- 1827: Helene Ross, deutsche Malerin
- 1830: Ōkubo Toshimichi, japanischer Innenminister der Meiji-Zeit
- 1832ː Rebecca Solomon, englische Malerin
- 1835: Heinrich Wedrich, böhmischer Industrieller, Kunstsammler, Museumsgründer und Mäzen
- 1843: Joseph Furphy, australischer Schriftsteller, gilt als Vater des australischen Romans
- 1847: Anna von Lieben, bekannt als Sigmund Freuds österreichische Patientin Cäcilie M.
- 1849: Iwan Petrowitsch Pawlow, russischer Mediziner, Physiologe und Verhaltensforscher, Nobelpreisträger
- 1856: Leo Graetz, deutscher Physiker
- 1857: Joachim von Bonin, deutscher Politiker, MdL
- 1859: Ernst Anemüller, deutscher Philologe, Gymnasialprofessor und Bibliothekar
- 1862: Ernst Kromayer, deutscher Dermatologe und Hochschullehrer
- 1863: Arthur B. Davies, amerikanischer Maler des Symbolismus
- 1863: Sergei Fjodorowitsch Oldenburg, russischer Orientalist
- 1866: Aurelio Silva, chilenischer Violinist und Musikpädagoge
- 1868: Karel Hoffmeister, tschechischer Pianist und Musikwissenschaftler

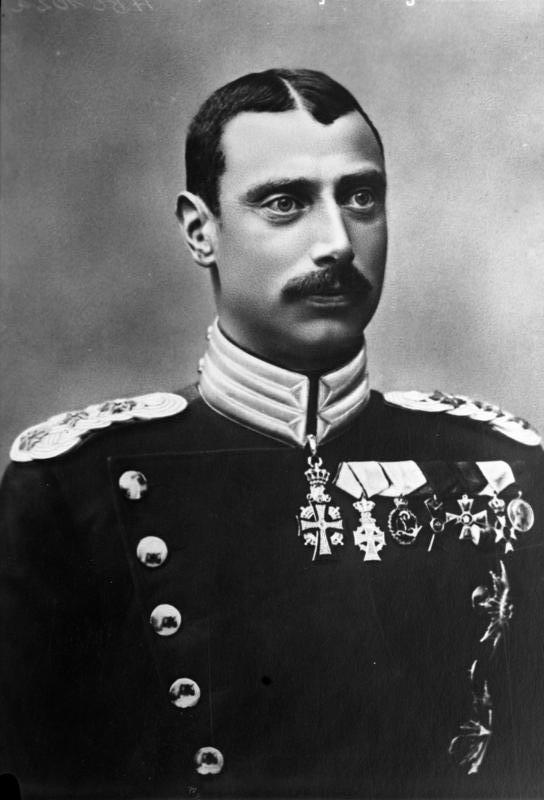
Christian X. (* 1870)

- 1870: Christian X., König von Dänemark
- 1870ː Charlotte Engel-Reimers, deutsche Nationalökonomin und Frauenrechtlerin
- 1870: Erwin Gross, deutsch-baltischer Geistlicher und evangelischer Bekenner
- 1871: Winsor McCay, US-amerikanischer Karikaturist und Comiczeichner
- 1871: Benno Wolf, deutscher Höhlenforscher, Initiator und Wegbereiter des staatlichen Naturschutzes
- 1872: Ottokar Czernin, österreichischer Politiker
- 1874: Oakes Ames, US-amerikanischer Botaniker
- 1874ː Agnes Hoppin, US-amerikanische Frau, zu deren Ehre das Agnes Hoppin Memorial Fellowship Stipendium gestiftet wurde
- 1876: Edith Abbott, US-amerikanische Sozialreformerin
- 1877: Alfred Cortot, Schweizer Pianist
- 1877: Siegfried Schopflocher, kanadischer Bahai
- 1877: Gertrud Wurmb, deutsche Malerin

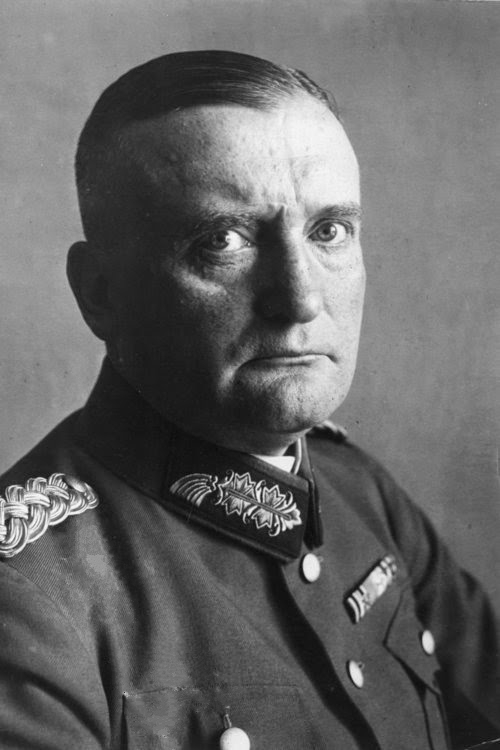
Kurt von Hammerstein-Equord (* 1878)

- 1878: Kurt von Hammerstein-Equord, deutscher General und Widerständler
- 1878: Feodossi Nikolajewitsch Krassowski, russischer Geodät und Mathematiker
- 1880: Marcus Ariowitsch, deutscher Unternehmer
- 1880: Friedrich Franz Brockmüller, deutscher Bildhauer
- 1885: Sergei Wassiljewitsch Gerassimow, russisch-sowjetischer Porträt- und Landschaftsmaler und Illustrator
- 1886: Koizumi Chikashi, japanischer Lyriker
- 1886: Archibald Vivian Hill, britischer Physiologe, Nobelpreisträger
- 1887: Giuseppe Milano, italienischer Fußballspieler und -trainer
- 1887: Antonio Moreno, spanisch-amerikanischer Schauspieler und Regisseur
- 1888: T. S. Eliot, US-amerikanisch-britischer Lyriker, Dramatiker und Kritiker, Nobelpreisträger
- 1889: Alfred Edward Bennett, australischer Rundfunkmanager und Theosoph
- 1889: Martin Heidegger, deutscher Philosoph
- 1890: Karl Heinrich Bauer, deutscher Chirurg
- 1891: Charles Münch, französischer Dirigent

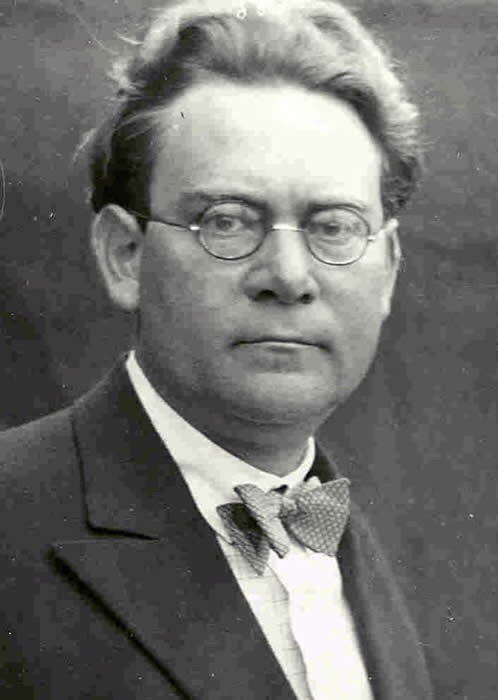
Hans Reichenbach (* 1891)

- 1891: Hans Reichenbach, deutsch-US-amerikanischer Physiker, Philosoph und Logiker
- 1892: William Longworth, australischer Schwimmer
- 1893: Willoughby Norrie, 1. Baron Norrie, britischer General, Gouverneur von South Australia und Generalgouverneur von Neuseeland
- 1894: Ralph Scott, US-amerikanischer American-Football-Spieler und -Trainer
- 1895: Jürgen Stroop, deutscher General der SS und Waffen-SS, verantwortlich für die Niederschlagung des Aufstandes im Warschauer Ghetto
- 1896: Ernst Kamieth, deutscher Eisenbahner
- 1897: Paul VI., Papst
- 1898: George Gershwin, US-amerikanischer Komponist, Pianist und Dirigent
- 1899: Charles Arthur Anderson, US-amerikanischer Politiker
- 1899: Alfred Johann Maria Anton Rupert Prinz Auersperg, österreichischer Psychiater
- 1899: William L. Dawson, US-amerikanischer Komponist, Chorleiter und Musikpädagoge
- 1899: Irena Dubiska, polnische Geigerin und Musikpädagogin
- 1900: Gertrud Luckner, deutsche christliche Widerstandskämpferin gegen den Nationalsozialismus

### 20. Jahrhundert

#### 1901–1925
- 1901: George Raft, US-amerikanischer Filmschauspieler
- 1901: Ted Weems, US-amerikanischer Jazz-Posaunist, Violinist und Bandleader
- 1902: Albert Anastasia, US-amerikanischer Mafioso
- 1903: René Hall, US-amerikanischer Jazz- und R&B-Gitarrist

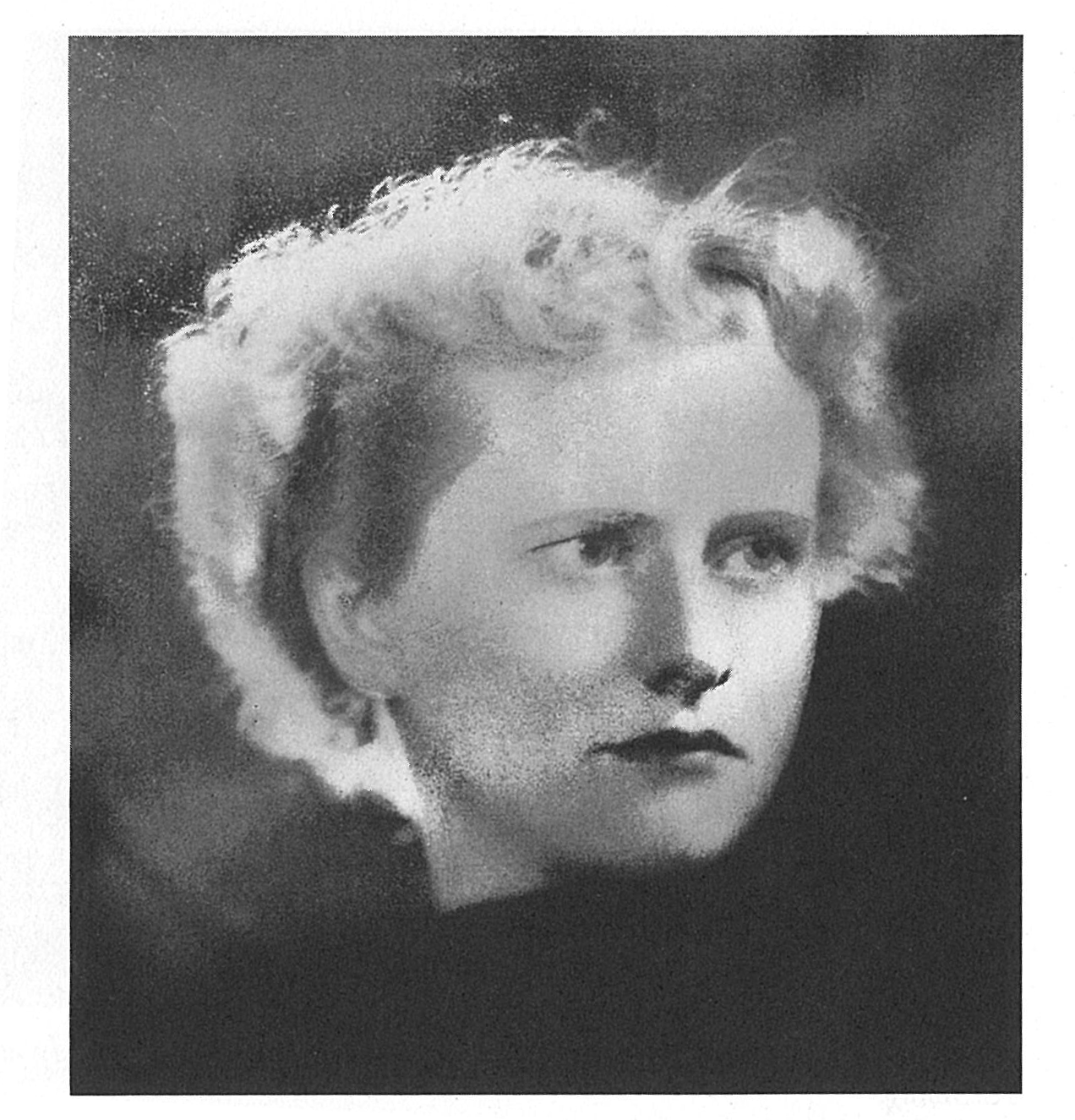
Frédérique Petrides (* 1903)

- 1903: Frédérique Petrides, US-amerikanische Dirigentin belgischer Herkunft
- 1905: Max Bulla, österreichischer Radrennfahrer
- 1905: Karl Rappan, österreichischer Fußballspieler und -trainer
- 1907: Anthony Blunt, britischer Kunsthistoriker, Doppelagent für Großbritannien und die Sowjetunion
- 1907: John Collier, US-amerikanischer Hürdenläufer
- 1907: Giuseppe Santomaso, italienischer Maler
- 1908: Emil Maier-Dorn, deutscher Schriftsteller
- 1909: Emma Ripper-Schwabe, österreichische Skirennläuferin, Chemikerin, Unternehmerin und Sportfunktionärin
- 1909: Ernst Günter Troche, deutscher Kunsthistoriker, Kunsthändler und Museumsdirektor
- 1910: Delfín Benítez Cáceres, paraguayischer Fußballspieler und -trainer
- 1911: Bruno Venturini, italienischer Fußballtorwart
- 1913: Berthold Beitz, deutscher Unternehmer und Manager in der Stahlindustrie, Mitglied im IOC, Gerechter unter den Völkern
- 1913: Ernst Schnabel, deutscher Schriftsteller
- 1914: Werner Albring, deutscher Ingenieur
- 1914: Achille Compagnoni, italienischer Bergsteiger
- 1914: Jack LaLanne, US-amerikanischer Begründer der US-Fitness-Bewegung
- 1916: Fritz Köthe, deutscher Maler und Grafiker, Vertreter der Pop Art und des Fotorealismus
- 1917: Jürgen Thimme, deutscher Archäologe und U-Bootkommandant

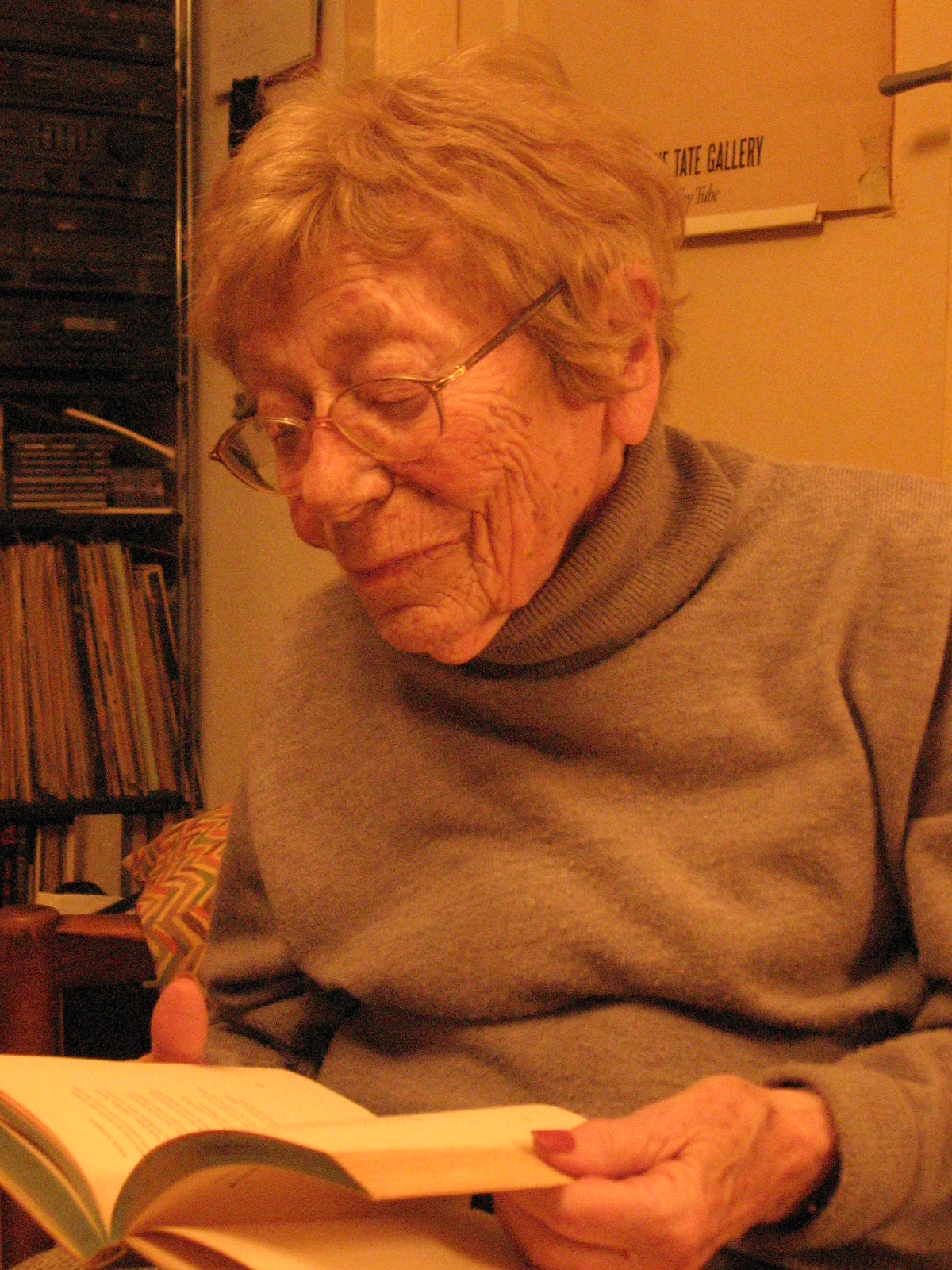
Ilse Maria Aschner (* 1918)

- 1918: Ilse Maria Aschner, österreichische Journalistin
- 1918: Harold Gramatges, kubanischer Komponist
- 1918: Walter Morath, Schweizer Kabarettist
- 1918: M. A. C. Otto, deutsche Philosophin
- 1919ː Lydia Benz-Burger, Schweizer Politikerin, Redaktorin und Feministin
- 1919: Matilde Camus, spanische Dichterin und Schriftstellerin
- 1919: Ezio Loik, italienischer Fußballspieler
- 1921: Hellmut Arnold, deutscher Offizier
- 1921: Cyprian Ekwensi, nigerianische Schriftsteller
- 1921: Tivadar Kardos, ungarischer Schachproblemkomponist
- 1923: Dev Ānand, indischer Schauspieler, Regisseur und Produzent
- 1924: Kurt Hoffmeister, deutscher Autor, Schriftsteller und Historiker
- 1925: Marty Robbins, US-amerikanischer Sänger

#### 1926–1950
- 1926: Sydney Humphreys, kanadischer Geiger und Musikpädagoge
- 1926: Chucho Sanoja, venezolanischer Komponist, Arrangeur, Orchesterleiter und Pianist
- 1927: Hans J. Bär, Schweizer Bankier
- 1927: Enzo Bearzot, italienischer Fußballspieler und -trainer
- 1927: Wilhelm Gustav Illbruck, deutscher Unternehmer und Hochseesegler
- 1927: Kim Nam-jo, südkoreanische Schriftstellerin
- 1927: Jacques Prigent, französischer Boxer
- 1930: Frederick Andermann, kanadischer Neurologe
- 1930: Michele Giordano, Erzbischof von Neapel
- 1930: Peter Steffen, deutscher Schlagersänger
- 1930: Fritz Wunderlich, deutscher Opernsänger (lyrischer Tenor)
- 1931: Gerhard Wehr, deutscher Theologe und Schriftsteller
- 1932: Franco Cavallo, italienischer Segler
- 1932: Giacomo Manzoni, italienischer Komponist und Musikpädagoge

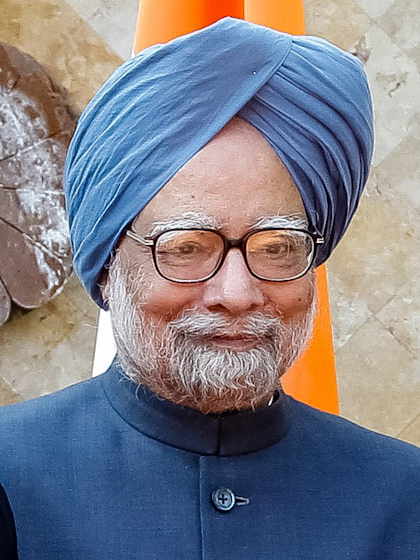
Manmohan Singh (* 1932)

- 1932: Manmohan Singh, indischer Premierminister
- 1932: Wladimir Nikolajewitsch Woinowitsch, russischer Satiriker
- 1933: Eva Heidemann, deutsche Politikerin
- 1933: Rudolf Scholz, österreichischer Organist und Musikpädagoge
- 1934: Dick Heckstall-Smith, britischer Blues-, Rock- und Jazz-Saxophonist
- 1935: Toni Khoury, libanesischer Sportfunktionär
- 1935: Ralph Roberts, neuseeländischer Segler
- 1935: Wiktor Alexandrowitsch Tschischikow, russischer Illustrator und Designer
- 1936: Winnie Madikizela-Mandela, südafrikanische Politikerin
- 1937: Helmut Waßmuth, deutscher Fußballspieler
- 1937: Joop Admiraal, niederländischer Schauspieler, Autor und Filmemacher
- 1937ː Marina Colasanti, brasilianische Autorin
- 1937: Gib Guilbeau, US-amerikanischer Country-Musiker
- 1937: Ernst A. Schmidt, deutscher Altphilologe
- 1937: Walentin Sergejewitsch Pawlow, sowjetischer Ministerpräsident
- 1938: Egon Eigenthaler, deutscher Werbegrafiker und Politiker, MdL
- 1938: Raoul Cauvin, belgischer Comicautor
- 1939: Maria Gommers, niederländische Leichtathletin
- 1939: George McWhirter, kanadischer Schriftsteller, Übersetzer und Hochschullehrer nordirischer Herkunft

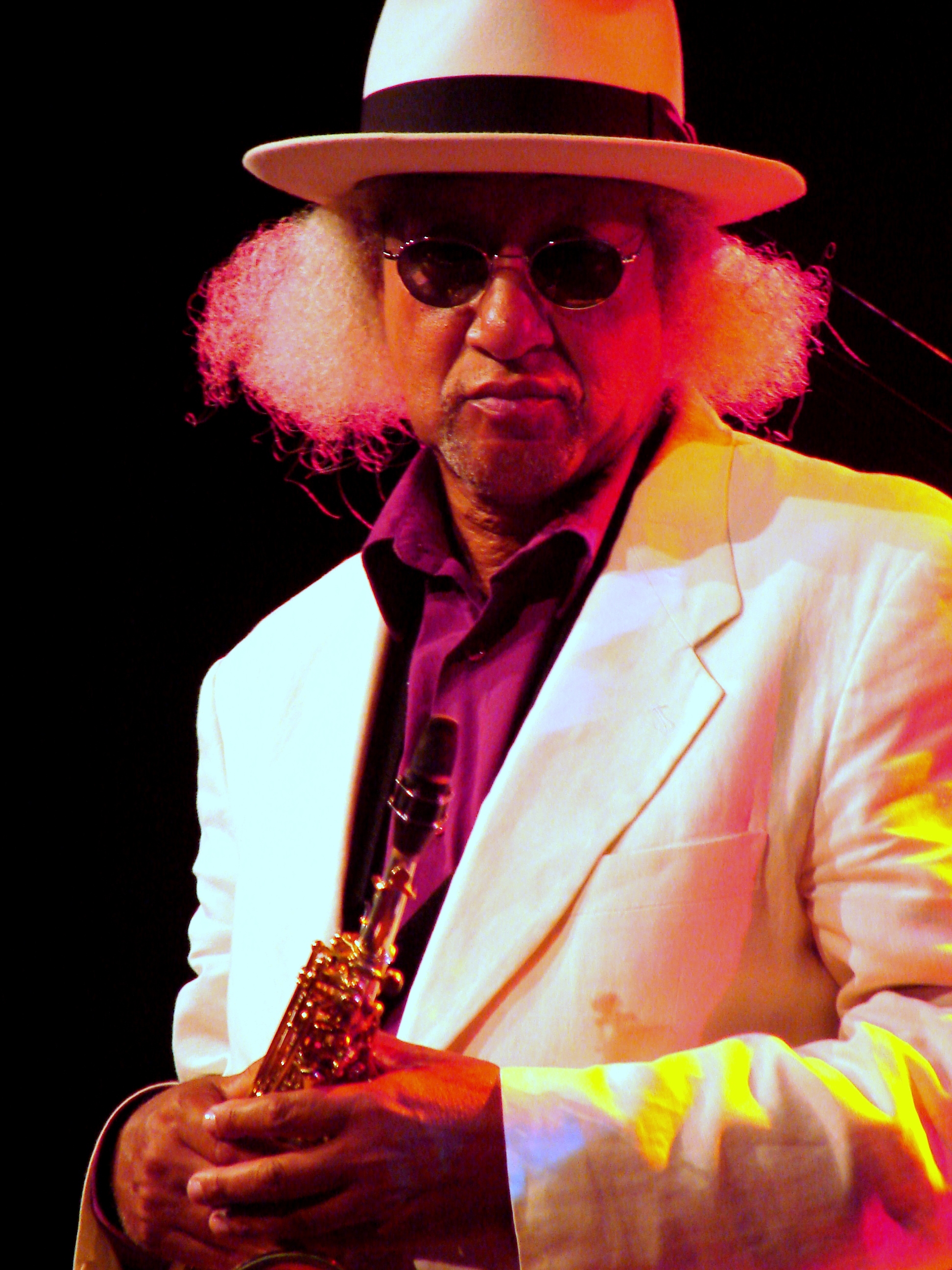
Gary Bartz (* 1940)

- 1940: Gary Bartz, US-amerikanischer Jazz-Saxophonist
- 1940: Klaus Grehn, deutscher Politiker, MdL
- 1940: Heinz Jacobsen, deutscher Handballfunktionär
- 1941: Salvatore Accardo, italienischer Violinist und Dirigent
- 1941: David Frizzell, US-amerikanischer Country-Sänger
- 1941: Vadim Glowna, deutscher Schauspieler, Regisseur, Drehbuchautor und Filmproduzent
- 1941: Karin Gregorek, deutsche Schauspielerin
- 1941: Fiede Kay, deutscher Sänger und Liedermacher plattdeutscher Lieder
- 1942: Ingrid Mickler-Becker, deutsche Leichtathletin, Olympiasiegerin
- 1943: Helga Lippelt, deutsche Schriftstellerin

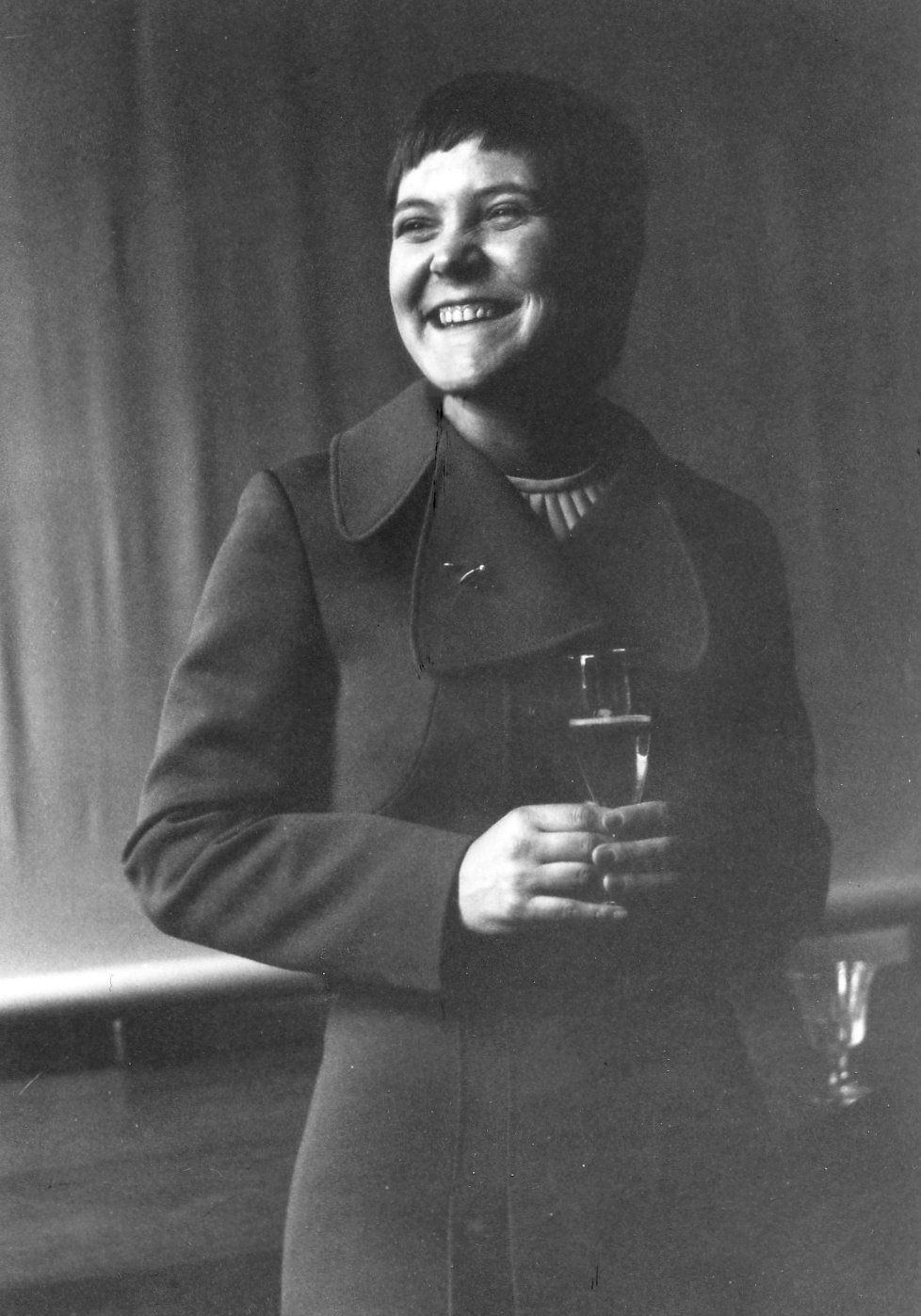
Bettina von Freytag genannt Löringhoff (* 1943)

- 1943: Bettina von Freytag genannt Löringhoff, deutsche Klassische Archäologin
- 1943: Brigitte Schulte, deutsche Politikerin, MdB
- 1944: András Adorján, ungarischer Flötist
- 1944: Jan Brewer, US-amerikanische Politikerin
- 1944: Jean-Pierre Ricard, französischer Theologe, Erzbischof von Bordeaux, Präsident der franz. Bischofskonferenz und Kardinal
- 1944: Christiane Rohde, dänische Schauspielerin
- 1944: Peter Turrini, österreichischer Dramatiker
- 1945: Gal Costa, brasilianischer Sänger
- 1945: Bryan Ferry, britischer Sänger und Songschreiber (Roxy Music)
- 1946: Fjodor Alexejewitsch Bogomolow, russisch-US-amerikanischer Mathematiker
- 1946: Andrea Dworkin, US-amerikanische Feministin, Soziologin und Schriftstellerin
- 1946: Karl-Heinz Kamp, deutscher Fußballspieler
- 1946: Detlef Schubert, deutscher Ingenieur und Politiker
- 1947: Lynn Anderson, US-amerikanische Sängerin
- 1947: Josef Jahrmann, österreichischer Politiker
- 1948: Mitchell Ash, US-amerikanischer Historiker
- 1948: Marc Dietrich, Schweizer Musiker, Mitglied der Gruppe Peter, Sue & Marc
- 1948: Patrick J. Geary, US-amerikanischer Historiker
- 1948: Hans-Heinrich Jordan, deutscher Politiker, MdB
- 1948: Svein Munkejord, norwegischer Politiker

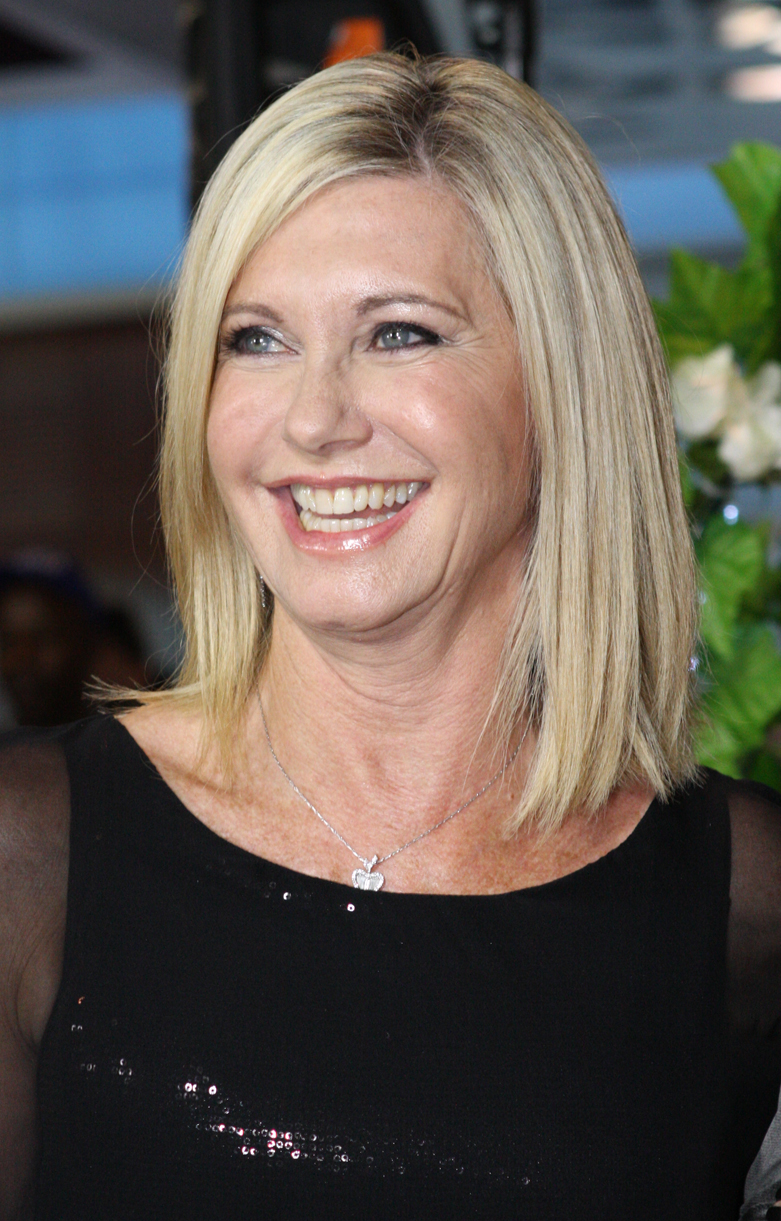
Olivia Newton-John (* 1948)

- 1948: Olivia Newton-John, britisch-australische Sängerin und Brustkrebsaktivistin
- 1948: Vladimír Remek, tschechischer Astronaut und Politiker
- 1949: Aldéric Doerfel, luxemburgischer Fechter
- 1949: Eduardo Gatti, chilenischer Cantautor
- 1949: Hana Mašková, tschechische Eiskunstläuferin
- 1949: Jane Smiley, US-amerikanische Autorin
- 1949: Minette Walters, britische Autorin
- 1950: Helmut Ahrens, deutscher Biograf und Journalist
- 1950: Martin Frank, Schweizer Schriftsteller
- 1950: Bärbel Struppert, deutsche Leichtathletin
- 1950: Rolf Töpperwien, deutscher Sportreporter

#### 1951–1975
- 1951: Michael Ambühl, Schweizer Mathematiker und Beamter
- 1951: Dave Casper, US-amerikanischer American-Football-Spieler
- 1951: Mark W. Harris, US-amerikanischer unitarischer Theologe und Geistlicher
- 1951: Madjiguène Cissé, senegalesische Frauenaktivistin
- 1953: Jürgen Brandt, deutscher Jurist

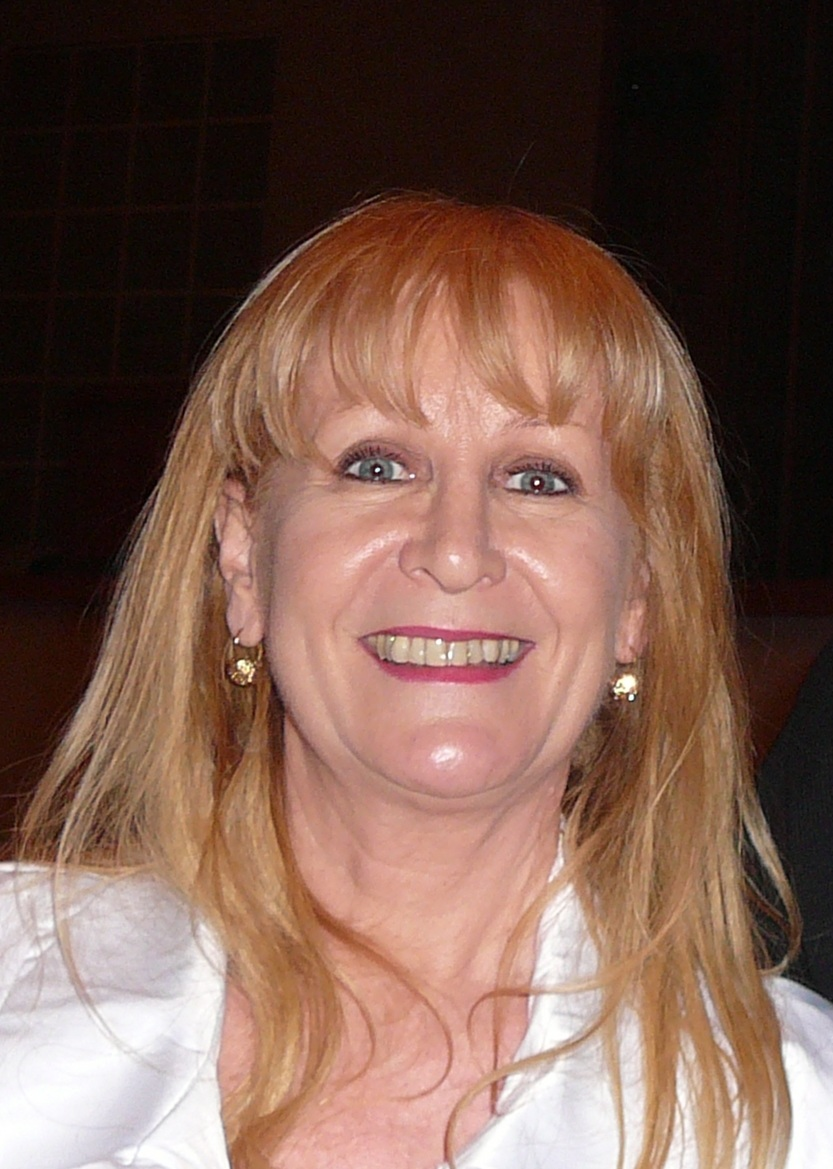
Micha Marah (* 1953)

- 1953: Micha Marah, belgische Sängerin
- 1954: Alice, italienische Popsängerin
- 1954ː Kristin Jarmund, norwegische preisgekrönte Architektin
- 1954: César Rosas, mexikanischer Rock-Sänger und -Gitarrist
- 1954: Mauro Sandreani, italienischer Fußballspieler und -trainer
- 1955: Carlene Carter, US-amerikanische Country-Sängerin
- 1955: Richy Müller, deutscher Schauspieler
- 1956: Linda Hamilton, US-amerikanische Schauspielerin
- 1956: Axel Pape, deutscher Schauspieler
- 1957: Klaus Augenthaler, deutscher Fußballspieler und -trainer
- 1957: Roger MacBride Allen, US-amerikanischer Sciencefiction-Schriftsteller
- 1957: Luigi De Canio, italienischer Fußballspieler und -trainer
- 1957: Joachim Hunger, deutscher Regattasegler und Mediziner
- 1958: Georg Ager, österreichischer Skirennläufer

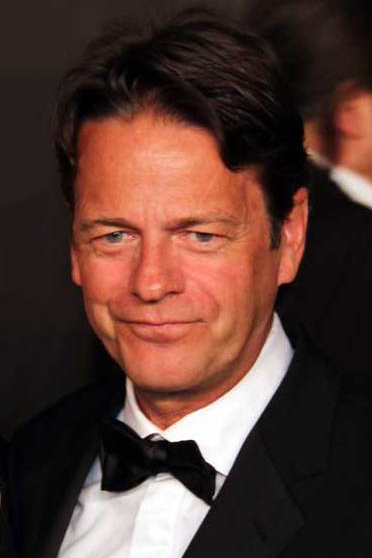
Rudi Cerne (* 1958)

- 1958: Rudi Cerne, deutscher Eiskunstläufer und Sportjournalist
- 1958: Darby Crash, US-amerikanischer Punkrockmusiker
- 1958: Jürgen Kögel, deutscher Politiker
- 1959: Oscar Omar Aparicio Céspedes, bolivianischer Erzbischof
- 1959: Tom Winters, US-amerikanischer Autorennfahrer
- 1960: Uwe Bein, deutscher Fußballspieler
- 1960: Doug Supernaw, US-amerikanischer Country-Sänger
- 1962: Melissa Sue Anderson, US-amerikanisch-kanadische Schauspielerin
- 1962: Gregory Crewdson, US-amerikanischer Fotograf
- 1962: Tracey Thorn, britische Sängerin
- 1963: Lysette Anthony, britische Schauspielerin
- 1964: Brett Climo, australischer Schauspieler
- 1964: Åsa Magnusson, schwedische Freestyle-Skierin
- 1965: Lene Espersen, dänische Ökonomin und Politikerin

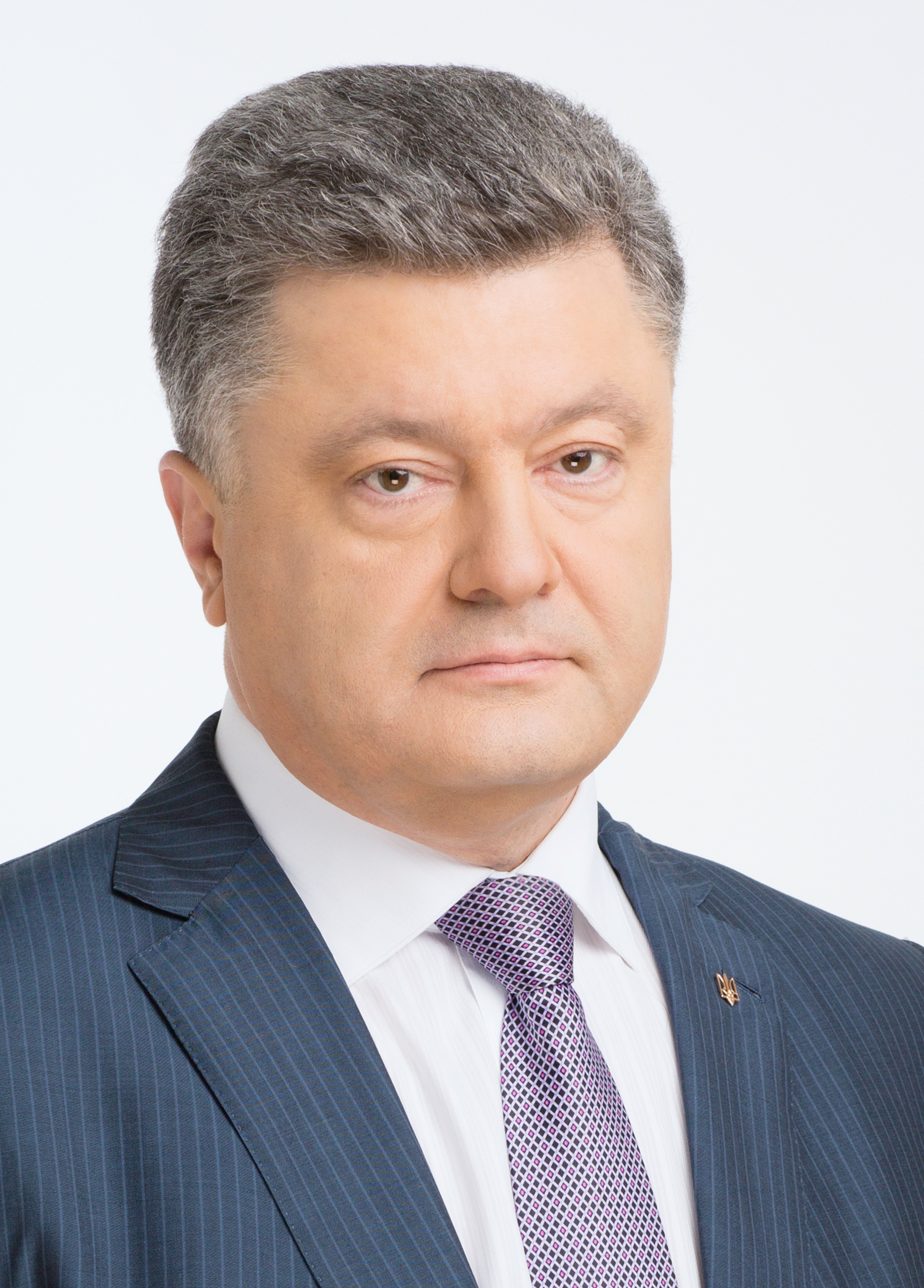
Petro Poroschenko (* 1965)

- 1965: Petro Poroschenko, ukrainischer Politiker
- 1966: Dirk Anders, deutscher Fußballspieler
- 1966: Frankie Andreu, US-amerikanischer Radrennfahrer und Sportdirektor
- 1966: Natja Brunckhorst, deutsche Schauspielerin
- 1966: Thomas Schächl, österreichischer Schauspieler
- 1967: Bruno Akrapović, bosnisch-herzegowinischer Fußballspieler
- 1967: Blind Melon, US-amerikanischer Sänger
- 1968: James Caviezel, US-amerikanischer Schauspieler
- 1968: María Díaz, dominikanische Akkordeonistin und Sängerin
- 1968: Elmar Fischer, deutscher Regisseur und Drehbuchautor
- 1968: Dominik Klenk, deutscher Handballspieler und Journalist
- 1968: Anja Wilhelm, deutsche Turnerin
- 1969: Peter Asplund, schwedischer Trompeter, Bandleader und Komponist
- 1969: Holger Stanislawski, deutscher Fußballspieler und -trainer
- 1970: Ralf Becker, deutscher Fußballspieler
- 1970: Robert Gold, deutscher Filmproduzent, Schriftsteller und Drehbuchautor
- 1971: Frank Carstens, deutscher Handballspieler und -trainer
- 1971: Anke Feller, deutsche Leichtathletin
- 1971: Markus Lösch, deutscher Fußballspieler
- 1971: Miguel Ramos, portugiesischer Autorennfahrer
- 1971: Marcus Staiger, deutscher Journalist

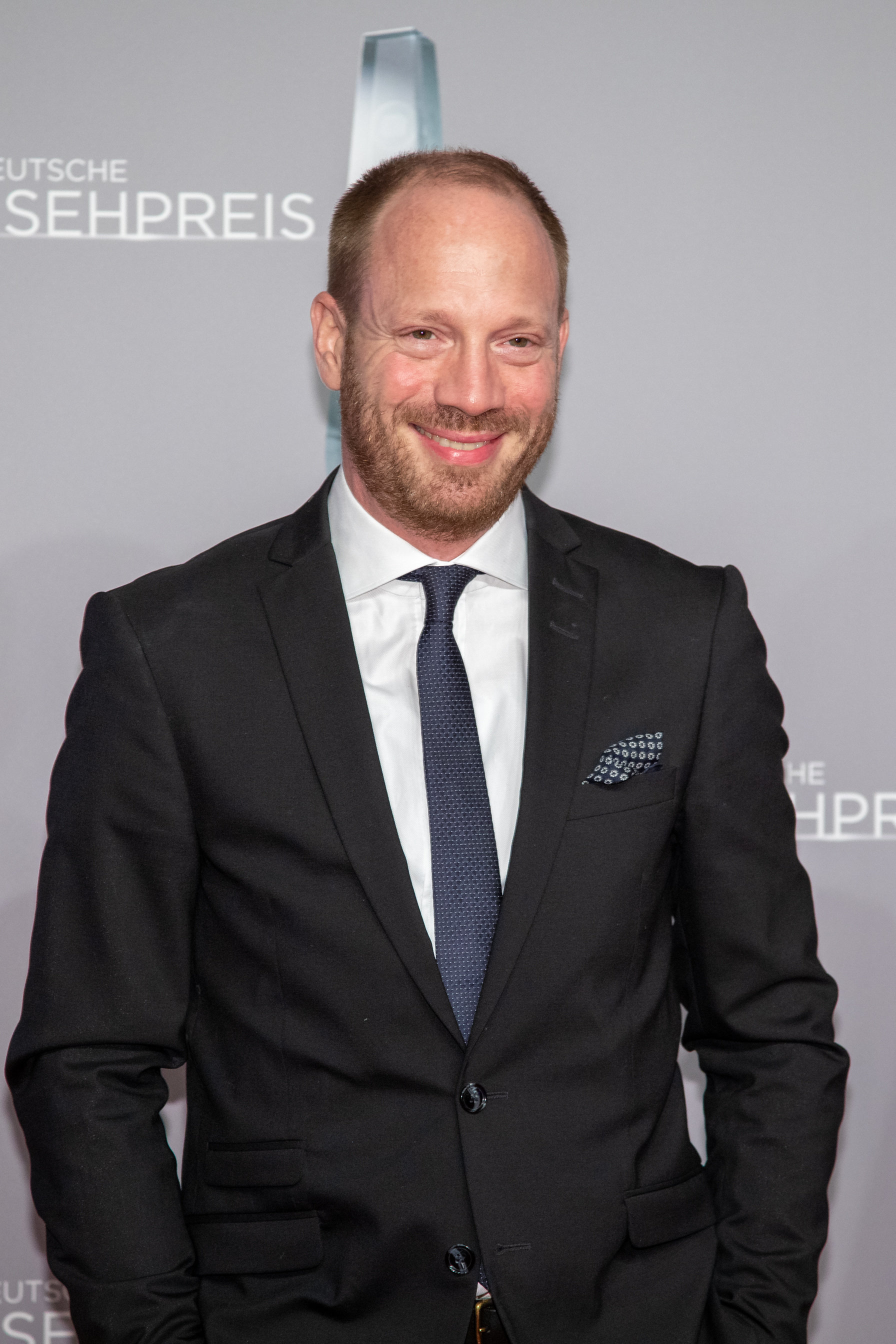
Johann von Bülow (* 1972)

- 1972: Johann von Bülow, deutscher Schauspieler
- 1972: Gabriela Lena Frank, US-amerikanische Komponistin und Pianistin
- 1972: Maik Stief, deutscher Motorradrennfahrer
- 1973: Dr. Luke, US-amerikanischer Musiker, Songschreiber und Produzent
- 1973: Chris Small, schottischer Snookerspieler
- 1974: Lena Anderssen, färöisch-kanadische Singer-Songwriterin
- 1974: Josh Arieh, US-amerikanischer Pokerspieler
- 1974: Watkin Tudor Jones, südafrikanischer Musiker
- 1974: Emerson Newton-John, US-amerikanischer Autorennfahrer
- 1974: Andreas Scheuer, deutscher Politiker
- 1975: Marco Cioci, italienischer Autorennfahrer
- 1975: Bahattin Duran, türkischer Fußballschiedsrichterassistent
- 1975: Demetrio Lozano, spanischer Handballspieler
- 1975: Chiara Schoras, deutsche Schauspielerin

#### 1976–2000

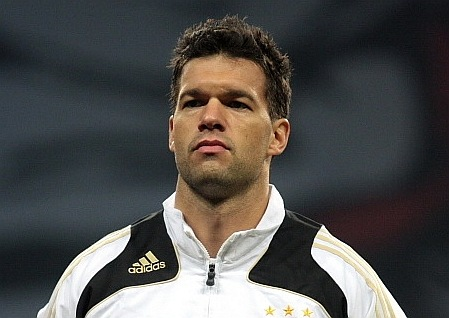
Michael Ballack (* 1976)

- 1976: Michael Ballack, deutscher Fußballspieler
- 1976: Olivia O’Lovely, US-amerikanische Pornodarstellerin
- 1977: Eres Holz, israelischer Komponist
- 1977: Haruki Kurosawa, japanischer Autorennfahrer
- 1977: Karin Mortensen, dänische Handballspielerin
- 1978: Gashaw Asfaw, äthiopischer Marathonläufer
- 1978: Pascal Borel, deutscher Fußballspieler
- 1979: Bruno Besson, französischer Autorennfahrer

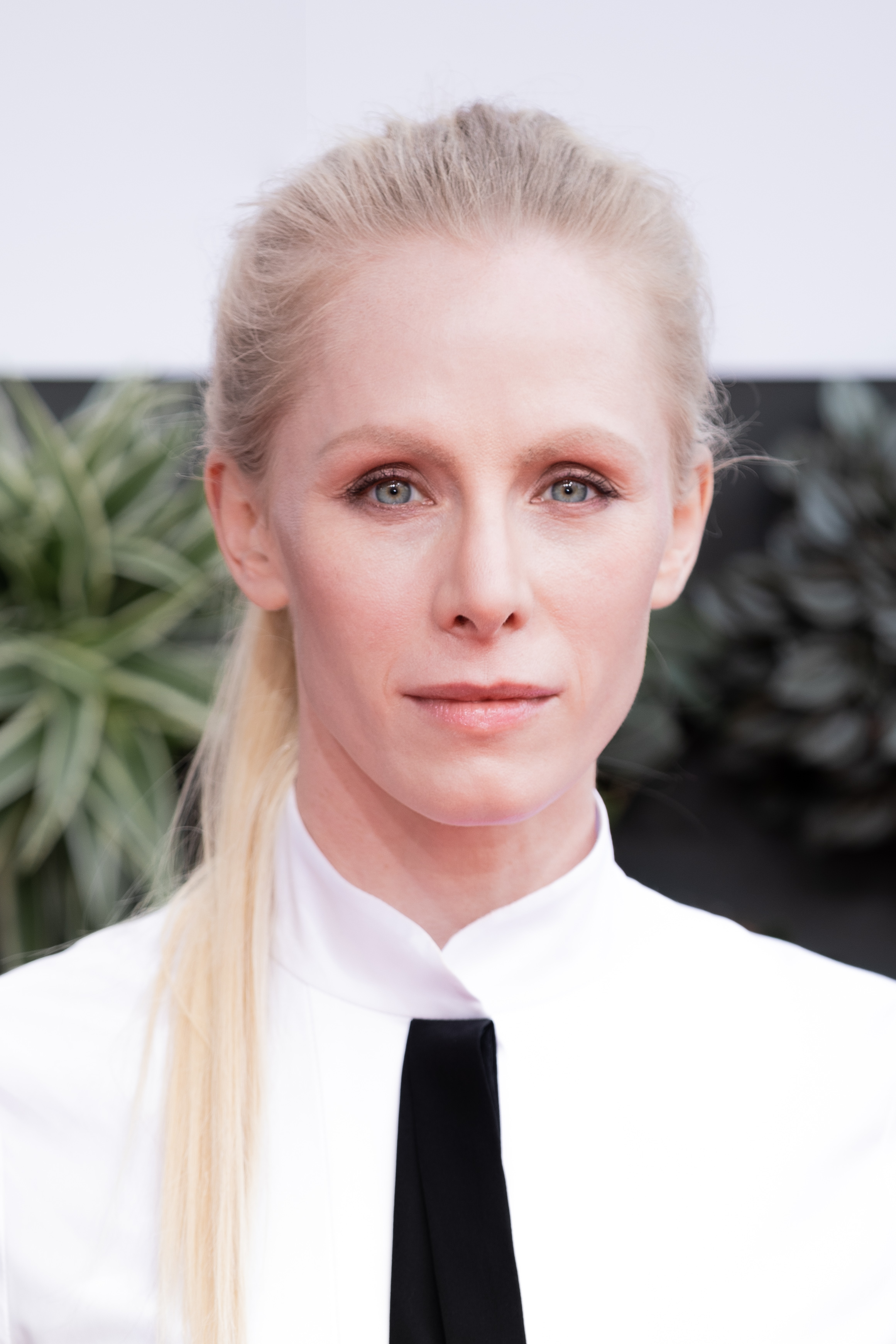
Susanne Wuest (* 1979)

- 1979: Susanne Wuest, österreichische Schauspielerin
- 1980: Patrick Friesacher, österreichischer Rennfahrer
- 1980: Sarah-Lavinia Schmidbauer, deutsche Schauspielerin
- 1980: Daniel Sedin, schwedischer Eishockeyspieler
- 1980: Henrik Sedin, schwedischer Eishockeyspieler
- 1980: Lars-Uwe Lang, deutscher Handballspieler
- 1981: Denis Lapaczinski, deutscher Fußballspieler
- 1981: Christina Milian, US-amerikanische Sängerin
- 1981: Collien Ulmen-Fernandes, deutsche Fernsehmoderatorin und Schauspielerin

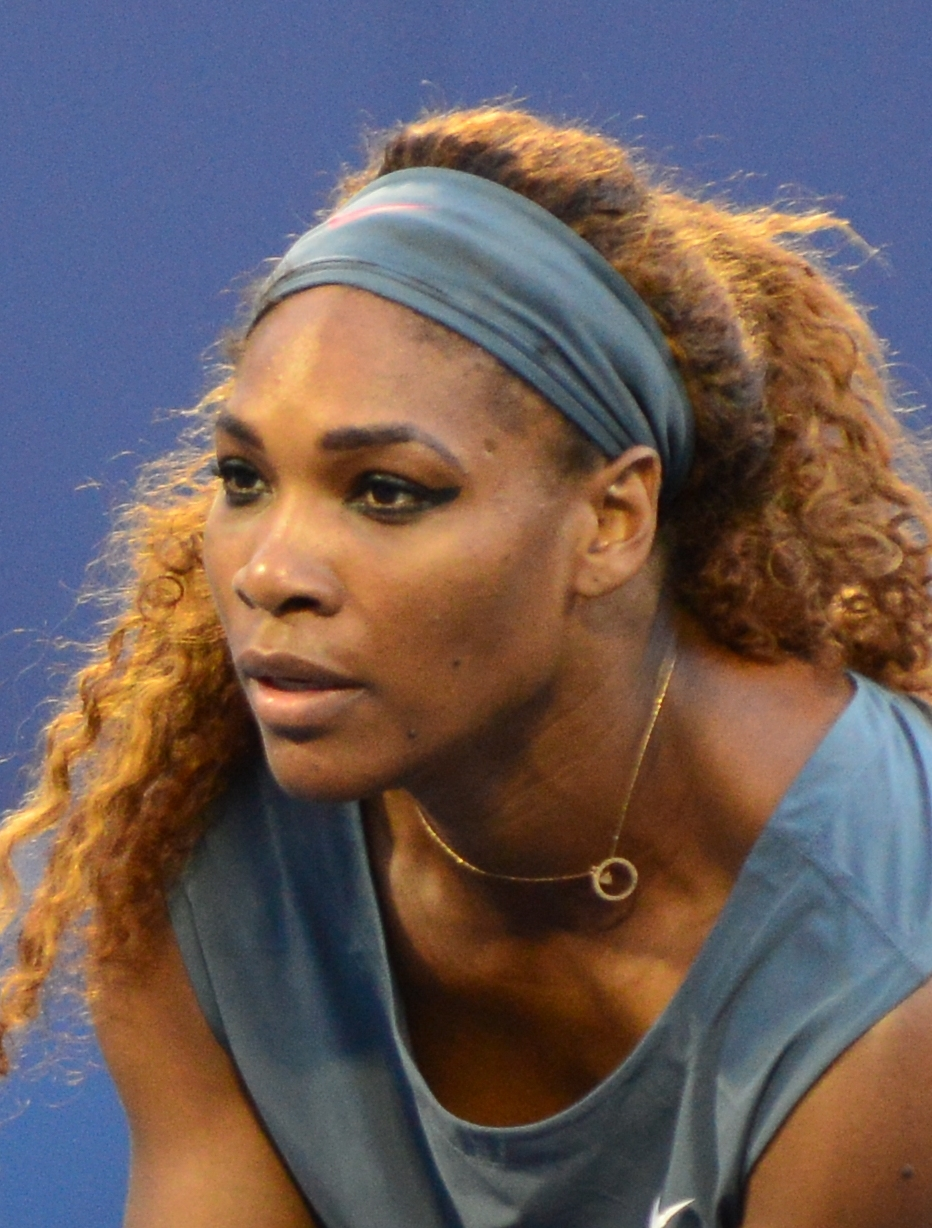
Serena Williams (* 1981)

- 1981: Serena Williams, US-amerikanische Tennisspielerin
- 1982: Miguel Portillo, argentinischer Fußballspieler
- 1983: Dawid Walerjewitsch Airapetjan, russischer Boxer
- 1983: Ryūichi Kawai, japanischer Eishockeyspieler
- 1983: Zoe Perry, US-amerikanische Schauspielerin
- 1983: Ricardo Quaresma, portugiesischer Fußballspieler
- 1983: František Raboň, tschechischer Radrennfahrer
- 1983: Darryl Roberts, Fußballspieler aus Trinidad und Tobago
- 1983: Michelle Vesterby, schwedische Triathletin
- 1984: Dominik Farnbacher, deutscher Autorennfahrer

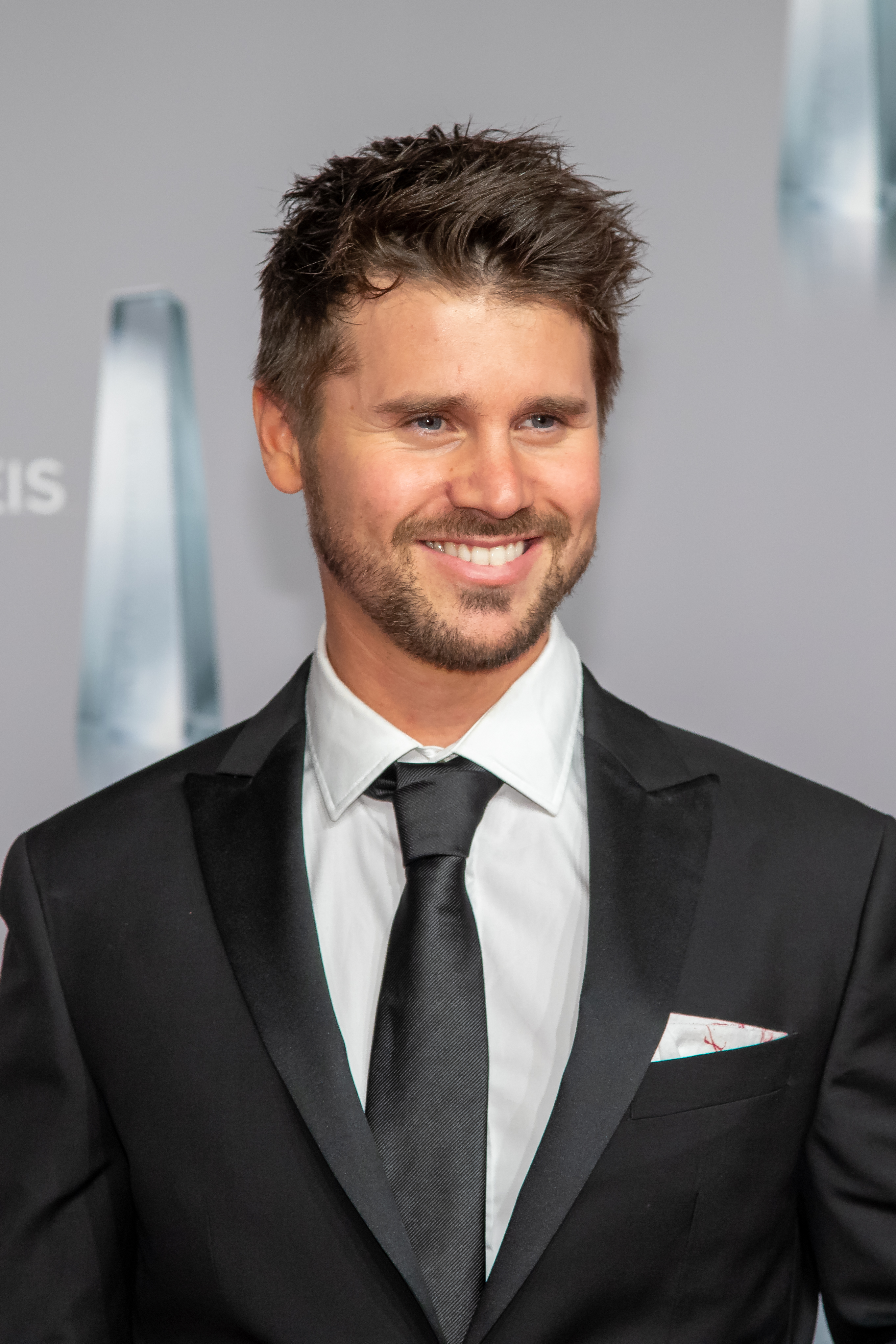
Thore Schölermann (* 1984)

- 1984: Thore Schölermann, deutscher Schauspieler und Moderator
- 1985: Senijad Ibričić, bosnisch-herzegowinischer Fußballspieler
- 1985: Lenna Kuurmaa, estnische Musikerin (Vanilla Ninja)
- 1985: Sarah-Jane, Schweizer Volksmusikerin
- 1985: Matt Pokora, französischer Pop- und R&B-Sänger
- 1985: Talulah Riley, britische Schauspielerin
- 1986: Martin Keller, deutscher Sprinter
- 1987: Vanessa Wormer, deutsche Journalistin
- 1988: Kiira Korpi, finnische Eiskunstläuferin

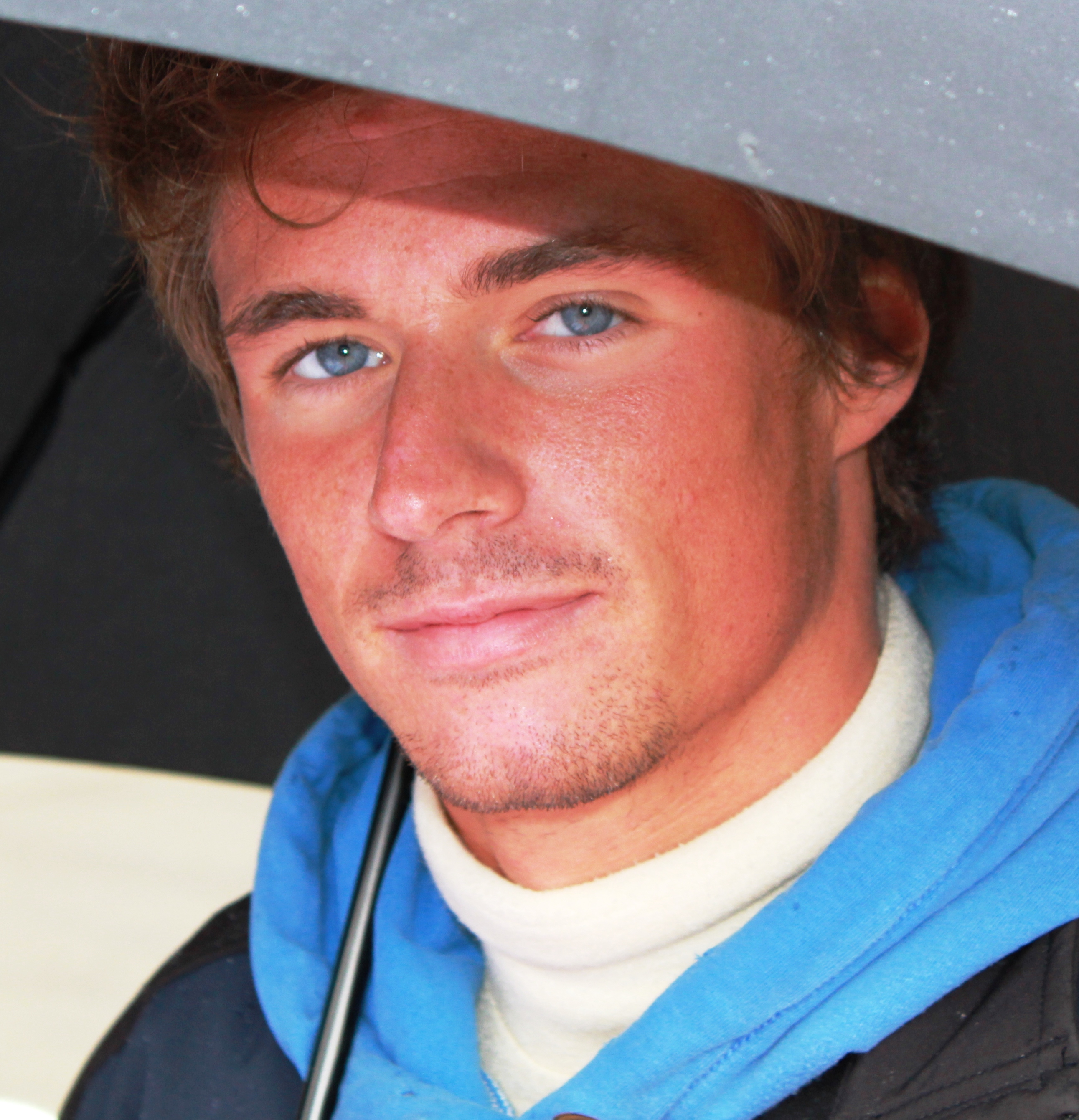
Nelson Panciatici (* 1988)

- 1988: Nelson Panciatici, französischer Rennfahrer
- 1988: Madars Razma, lettischer Dartspieler
- 1989: Vanessa Martini, deutsche Fußballspielerin
- 1990: Bhav Patel, indischer Dartspieler
- 1991: Regina Baresi, italienische Fußballspielerin
- 1991: Niko Gießelmann, deutscher Fußballspieler
- 1991: Greta Koçi, albanische Pop-Sängerin
- 1991: Brody Sutter, kanadischer Eishockeyspieler
- 1992: Asuka Hachisuka, japanische Biathletin
- 1992: Cristiano Piccini, italienischer Fußballspieler
- 1993: Michael Kidd-Gilchrist, US-amerikanischer Basketballspieler
- 1994: Chandler Hull, US-amerikanischer Autorennfahrer
- 1994: Marcell Jacobs, italienischer Leichtathlet, Sprinter
- 1995: Christopher Drößler, deutscher Polizeibeamter und Politiker
- 1995: Janik Möser, deutscher Eishockeyspieler
- 1998: Katharina Stark, deutsche Schauspielerin
- 1999: Santiago Buitrago, kolumbianischer Radrennfahrer
- 2000: Mattias Skjelmose Jensen, dänischer Radrennfahrer

### 21. Jahrhundert
- 2003: Maghschan Amankeldiuly, kasachischer Nordischer Kombinierer

## Gestorben

### Vor dem 18. Jahrhundert
- 0188 v. Chr.: Han Huidi, chinesischer Kaiser
- 1004: Nilus von Rossano, italienischer Mönch und Heiliger
- 1023: Gottfried II., Herzog in Niederlothringen
- 1069: Lantbert von Deutz, Hagiograph und Dichter
- 1107: Maurice, Lordkanzler und Bischof von London
- 1159: Johann von Meda, italienischer Adeliger
- 1234: ʿUmar as-Suhrawardī, persischer sunnitischer Sufi aus Choresmien

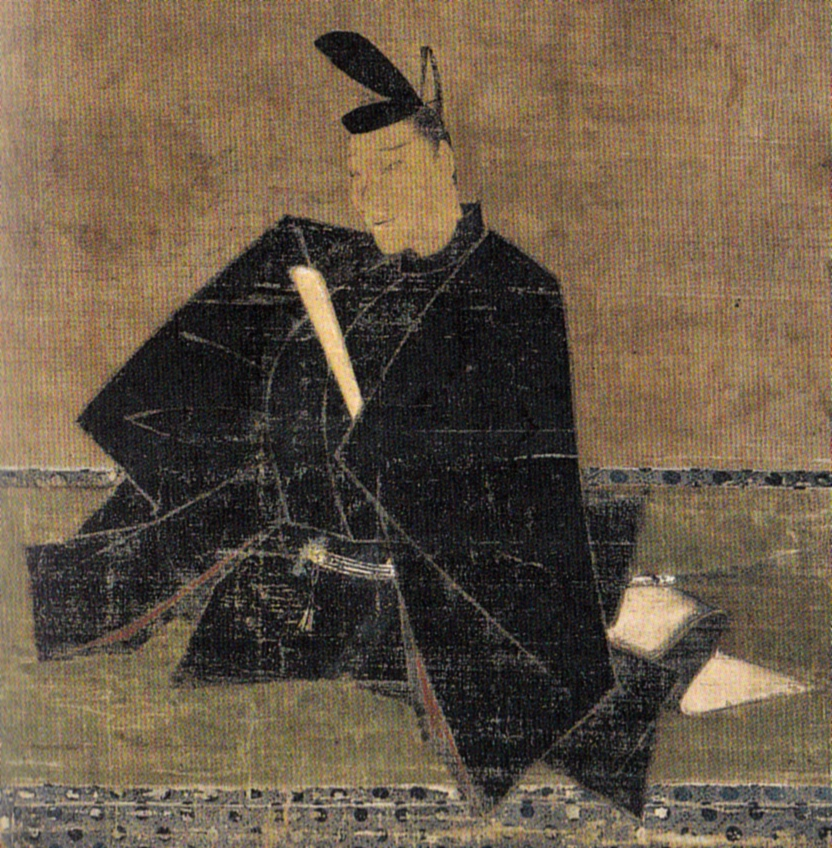
Fujiwara no Sadaie († 1241)

- 1241: Fujiwara no Sadaie, japanischer Dichter
- 1290: Margarete, schottische Königin
- 1302: Barthélemy de Quincy, Marschall des Templerordens
- 1327: Cecco d’Ascoli, italienischer Dichter, Arzt, Astronom, Astrologe und Freidenker
- 1328: Ibn Taimiya, islamischer Theologe und Rechtsgelehrter
- 1343: Gaston II., Graf von Foix
- 1345: Wilhelm IV., Graf von Holland und Hennegau
- 1350: Ibn Qaiyim al-Dschauzīya, hanbalitischer Gelehrter in Syrien
- 1386: Walter Fitzwalter, 4. Baron Fitzwalter, englischer Adeliger und Militär
- 1417: Francesco Zabarella, italienischer Kardinal
- 1425: Sophie von Bayern, deutsche und böhmische Königin
- 1458: Pedro Luis de Borja, aragonesischer Adeliger, Mitglied der Familie Borgia
- 1466: Ralph Shirley, englischer Esquire
- 1468: Juan de Torquemada, spanischer Theologe
- 1497: Bertrand VI. de La Tour, Graf von Auvergne und Boulogne
- 1517: Johann III. von Schönberg, Bischof von Naumburg
- 1536: Didier de Saint-Jaille, Großmeister des Malteserordens

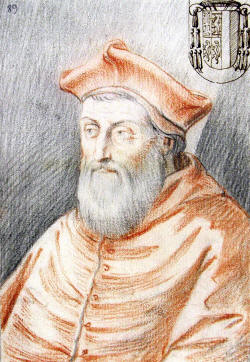
Francesco Cornaro († 1543)

- 1543: Francesco Cornaro, Kardinalbischof von Albano und Palestrina, Bischof von Brescia
- 1564: Theodor Bibliander, Schweizer reformierter Theologe, Orientalist und Sprachwissenschaftler
- 1568: Leonor de Cisnere, spanische evangelische Märtyrerin
- 1574: Elisabeth von Anhalt, Gräfin von Barby
- 1620: Taichang, chinesischer Kaiser der Ming-Dynastie
- 1634: Dorothea von Anhalt-Zerbst, Fürstin von Braunschweig-Wolfenbüttel
- 1657: Olimpia Maidalchini, römische Adelige
- 1679: Karl Heinrich von Metternich-Winneburg, Erzbischof und Kurfürst von Mainz sowie Fürstbischof von Worms
- 1686: Kaspar Schmuz Schweizer Theologe und Teleskopbauer
- 1689: August, Herzog von Schleswig-Holstein-Sonderburg-Beck
- 1689: Jacob Ferdinand Voet, flämischer Porträtmaler
- 1690: Joachim Ernst von Grumbkow, kurbrandenburgischer Politiker
- 1700: David Wyss, Schweizer evangelischer Theologe und Hochschullehrer

### 18. Jahrhundert
- 1701: Joachim Friedrich Carstens, deutscher Jurist und Ratsherr der Hansestadt Lübeck
- 1706: Onofrio Gabrielli, italienischer Maler
- 1716: Antoine Parent, französischer Mathematiker
- 1719: Anton Matthäus IV., niederländischer Rechtswissenschaftler
- 1722: Guillaume Massieu, französischer Jesuit, Altphilologe und Romanist
- 1728: Friedrich Wilhelm von Schlitz, Geheimrat und kurfürstlich Braunschweigisch-Lüneburger Kammerpräsident
- 1733: Adolf Lefèvre, Jurist und Ratsherr der Hansestadt Lübeck
- 1734: Hans Georg Steiner, Baumwollfabrikant und Schultheiss der Stadt Winterthur

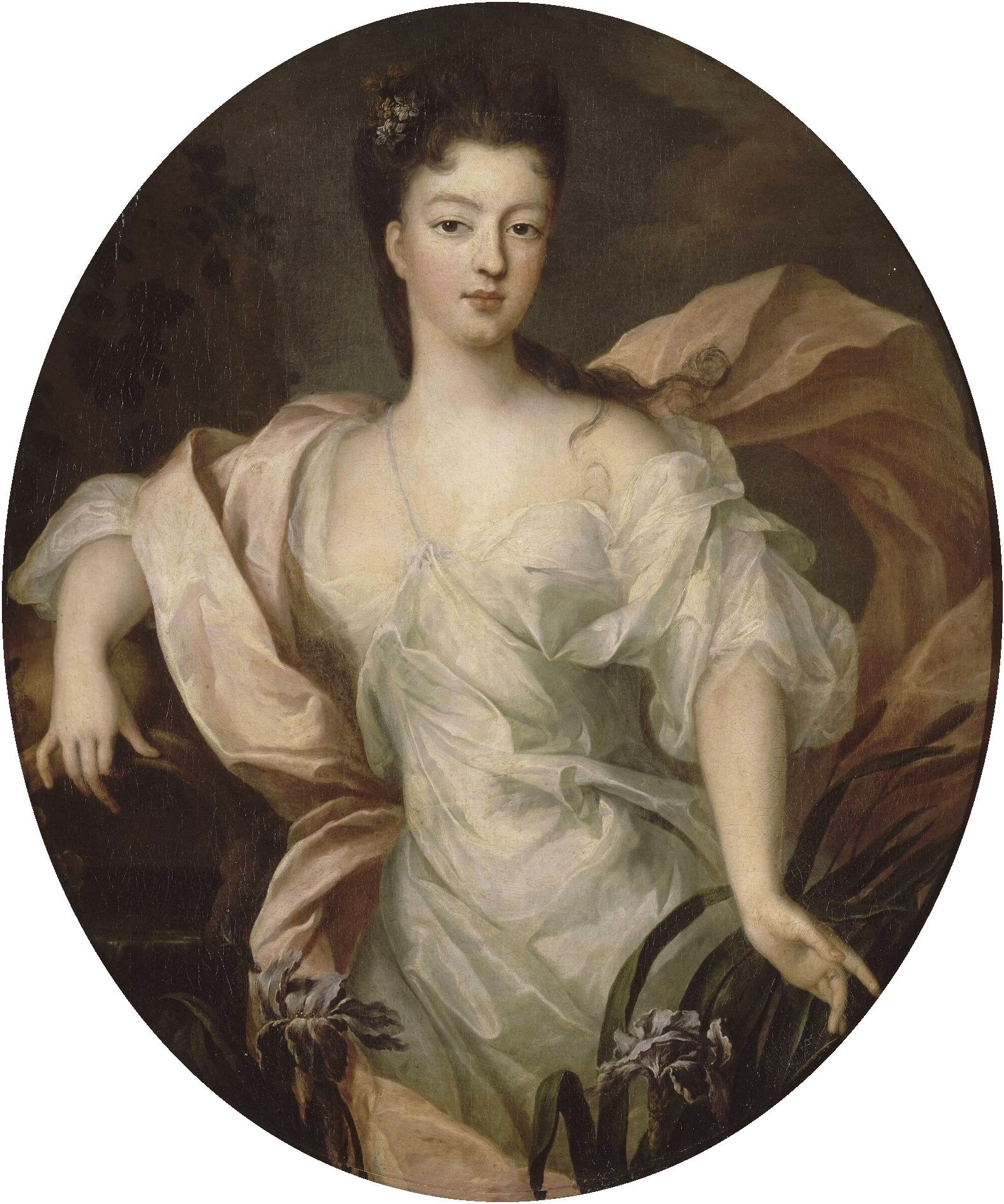
Louise Diane d’Orléans († 1736)

- 1736: Louise Diane d’Orléans, Fürstin von Conti
- 1761: Martin Spangberg, dänischer Entdecker in russischen Diensten
- 1763: John Byrom, englischer Schriftsteller
- 1764: Benito Jerónimo Feijoo, spanischer Ordensgeistlicher und Gelehrter
- 1765: Jean-Baptiste Bénard de La Harpe, französischer Entdecker und Kolonist in Louisiana
- 1766: Giulio Carlo Fagnano dei Toschi, italienischer Mathematiker
- 1778: Christoph Bauer, deutscher lutherischer Theologe
- 1792: Johann Friedrich Knöbel, in Dresden und Warschau tätiger deutscher Architekt und Baumeister
- 1800: William Billings, US-amerikanischer Komponist

### 19. Jahrhundert
- 1802: Maurus Meyer von Schauensee, Schweizer Patrizier und französischer General
- 1802: Georg von Vega, slowenischer Mathematiker
- 1811: Christian Friedrich von Matthäi, deutscher Altphilologe
- 1816: Franz Martin Pecháček, tschechischer Komponist

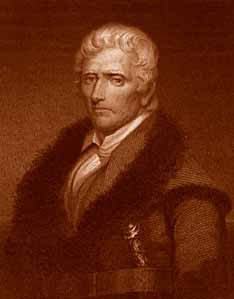
Daniel Boone († 1820)

- 1820: Daniel Boone, US-amerikanischer Pionier und Grenzer
- 1825: José Bernardo de Tagle Portocarrero, peruanischer Staatspräsident
- 1826: Carl Joseph von Clam-Martinic, österreichischer Oberstlandkämmerer
- 1826: Alexander Gordon Laing, britischer Afrikaforscher
- 1829: Philippe Jean Pelletan, französischer Chirurg
- 1833: August Maria Raimund zu Arenberg, österreichischer Offizier in französischen Diensten
- 1839: Georg Gottlieb Ammon, deutscher Pferdezüchter und Autor
- 1846: Thomas Clarkson, britischer Abolitionist
- 1846: Franz Theremin, deutscher evangelischer Theologe
- 1854: Wilhelm Malte I., deutscher Fürst, schwedischer Gouverneur in Pommern und Bauherr auf Rügen
- 1859: Firmin Ody, Schweizer Architekt, Unternehmer und Politiker
- 1860: Miloš Obrenović, Fürst von Serbien

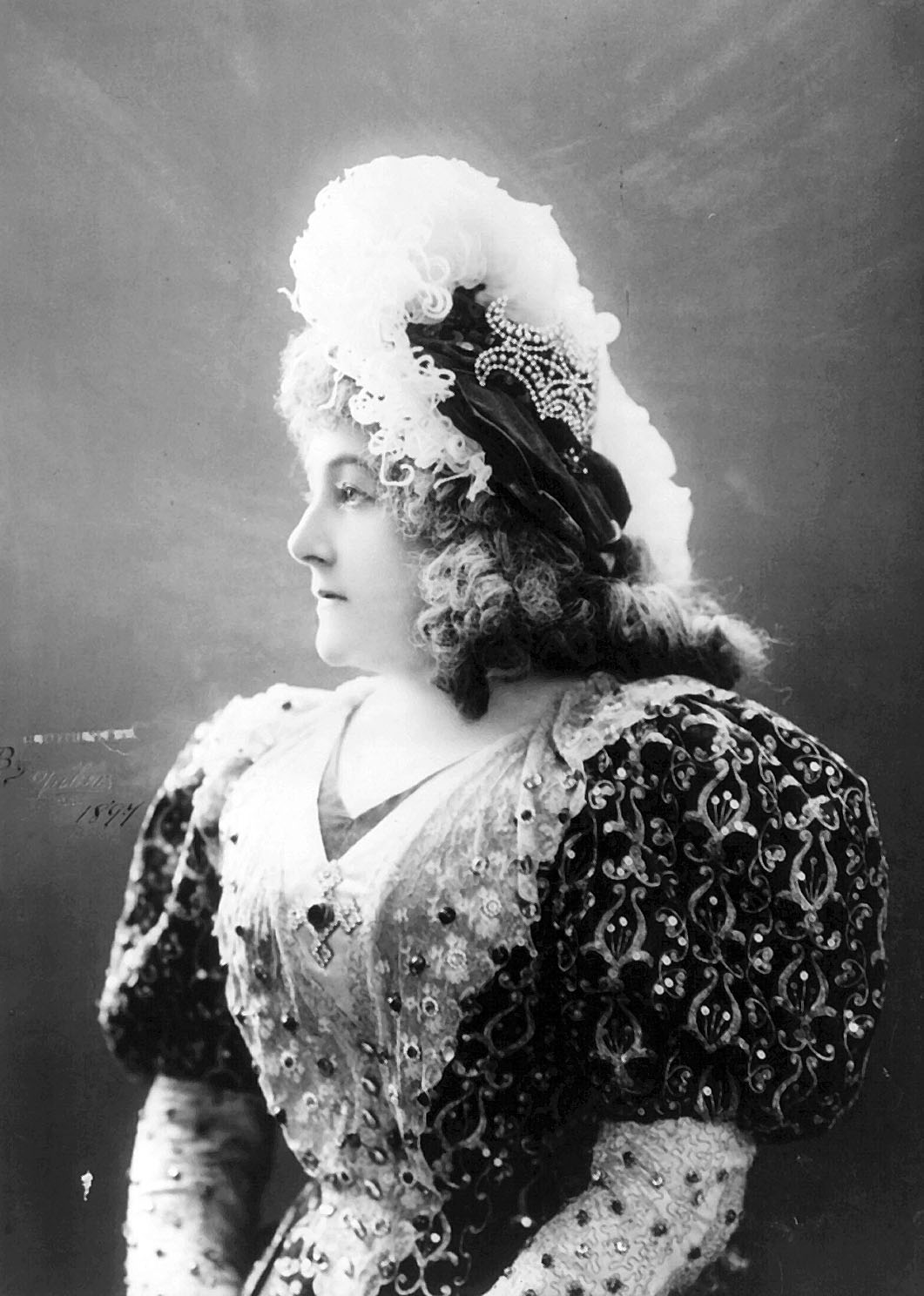
Fanny Davenport († 1898)

- 1862: Hans Christian Petersen, norwegischer Jurist, Beamter und Politiker
- 1866: Carl Jonas Love Almqvist, schwedischer Schriftsteller und Komponist
- 1867: James Ferguson, britischer Ingenieur und Astronom
- 1868: August Ferdinand Möbius, deutscher Astronom und Mathematiker
- 1873: Roderich Benedix, deutscher Komödiendichter, Schauspieler und Theaterdirektor
- 1885ː Thérèse Couderc, französische Ordensgründerin und Heilige der katholischen Kirche
- 1888: Emil Baehrens, deutscher Altphilologe
- 1895: Georg Oechsner, deutscher Kaufmann, Politiker, MdR, Mainzer Oberbürgermeister
- 1896: Ludwig Rudolph, deutscher Lehrer und Botaniker
- 1898ː Fanny Davenport, anglo-US-amerikanische Bühnenschauspielerin
- 1899: Ernst Faber, deutscher Sinologe und Missionar

### 20. Jahrhundert

#### 1901–1950

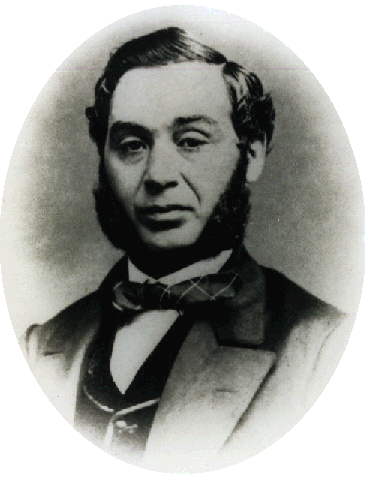
Levi Strauss († 1902)

- 1902: Levi Strauss, deutsch-US-amerikanischer Industrieller, Erfinder der Jeans
- 1909: Anton Dohrn, deutscher Zoologe
- 1914: Hermann Löns, deutscher Journalist und Schriftsteller
- 1914: Ernst Wilhelm Lotz, deutscher Lyriker
- 1914: August Macke, deutscher Maler
- 1914: Emil von Rappard, deutscher Offizier
- 1915: Harold Chapin, englischer Schauspieler und Dramatiker
- 1918: Georg Simmel, deutscher Soziologe und Kulturphilosoph, Begründer der formalen Soziologie
- 1922: David Jakowlewitsch Aizman, russisch-jüdischer Schriftsteller

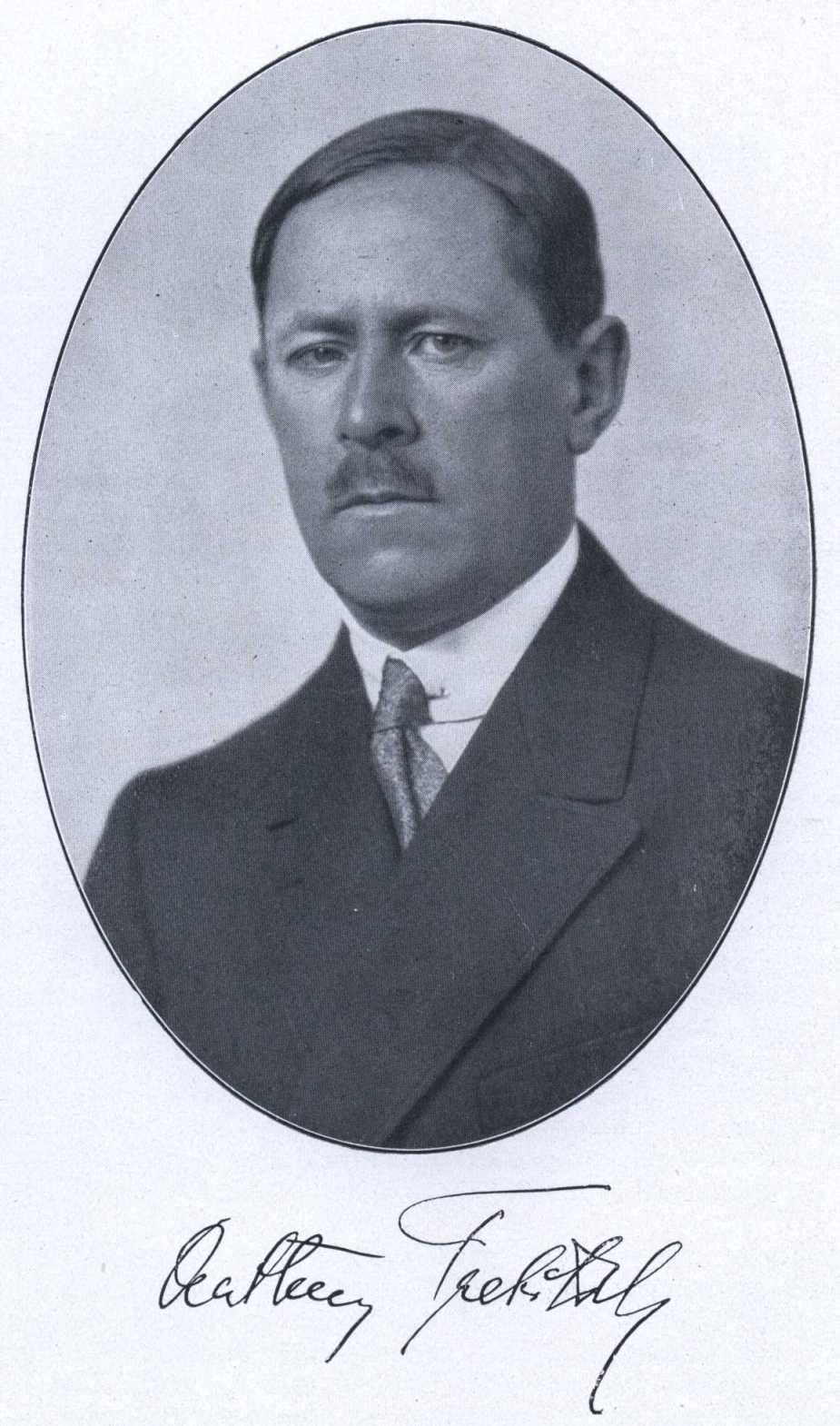
Arthur Trebitsch († 1927)

- 1927: Arthur Trebitsch, österreichischer Schriftsteller und Philosoph
- 1930: Willem de Haan, niederländischer Dirigent und Komponist
- 1931: Harry Macdonough, kanadischer Sänger
- 1933: Emerich Ambros, ungarisch-deutscher Antifaschist
- 1933: Franz Bracht, deutscher Politiker
- 1934: Inoue Kenkabō, japanischer Schriftsteller
- 1934: Hugo Vogel, deutscher Maler
- 1935: Andy Adams, US-amerikanischer Schriftsteller
- 1937: Bessie Smith, US-amerikanische Bluessängerin
- 1938: Maximilian Zupitza, deutscher Arzt und Offizier
- 1939: Hermann Aellen, Schweizer Schriftsteller und Journalist

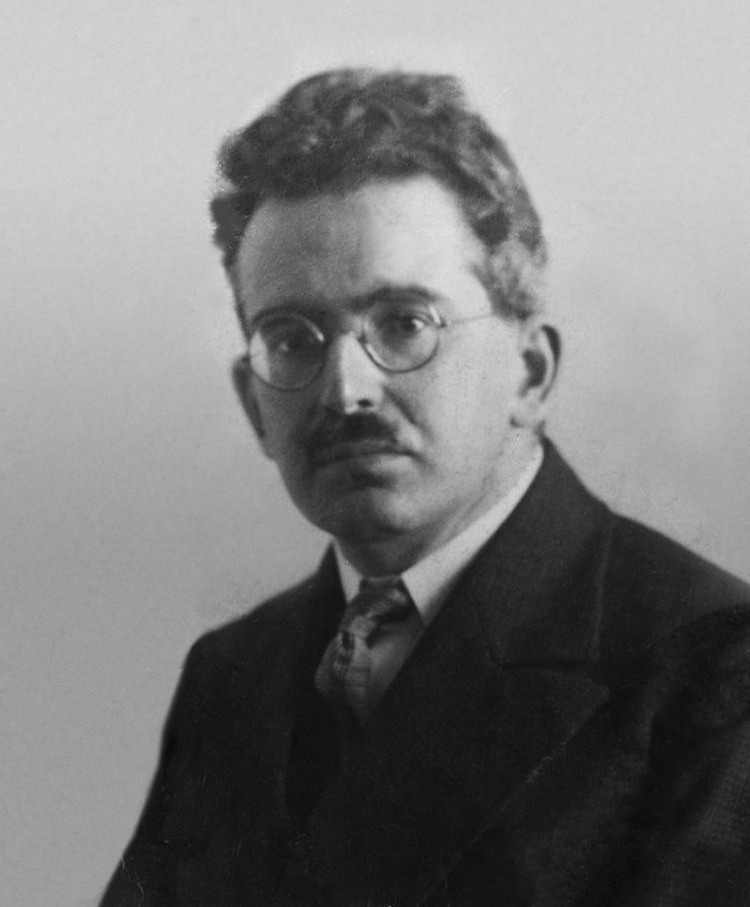
Walter Benjamin († 1940)

- 1940: Walter Benjamin, deutscher Schriftsteller, Kunst- und Literaturkritiker
- 1944: Seweryn Barbag, polnisch-jüdischer Komponist, Musikwissenschaftler und -pädagoge
- 1945: Béla Bartók, ungarischer Komponist und Pianist
- 1945: Richard Beer-Hofmann, österreichischer Dramatiker und Lyriker
- 1945: Alexander Alexejewitsch Chanschonkow, russischer Pionier der Filmindustrie
- 1945: Kiyoshi Miki, japanischer Philosoph
- 1945: Wilhelmine Wrage, deutsche Malerin
- 1946: Alfons Breska, tschechischer Dichter und Übersetzer
- 1947: Hugh Lofting, britischer Autor
- 1948ː Emmy Remolt-Jessen, deutsche Theaterschauspielerin und Schauspiellehrerin

#### 1951–2000
- 1952: George Ducker, kanadischer Fußballspieler
- 1952: George Santayana, spanischer Dichter und Philosoph
- 1953: Xu Beihong, chinesischer Maler
- 1954: Chajim Leib Auerbach, israelischer Rabbiner

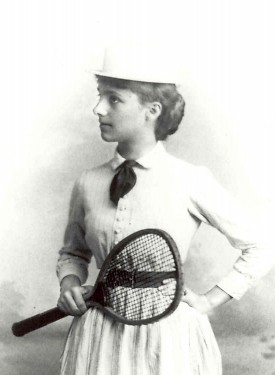
Ellen Roosevelt († 1954)

- 1954ː Ellen Roosevelt, US-amerikanische Tennisspielerin
- 1956: Lucien Febvre, französischer Historiker
- 1958: Zdeňka Baldová, tschechische Schauspielerin
- 1959: Erna von Abendroth, deutsche Krankenschwester
- 1959: S. W. R. D. Bandaranaike, sri-lankischer Premierminister
- 1961: Charles Erwin Wilson, US-amerikanischer Politiker
- 1963: Otto Christman, kanadischer Fußballspieler
- 1965: James Fitzmaurice, irischer Pilot

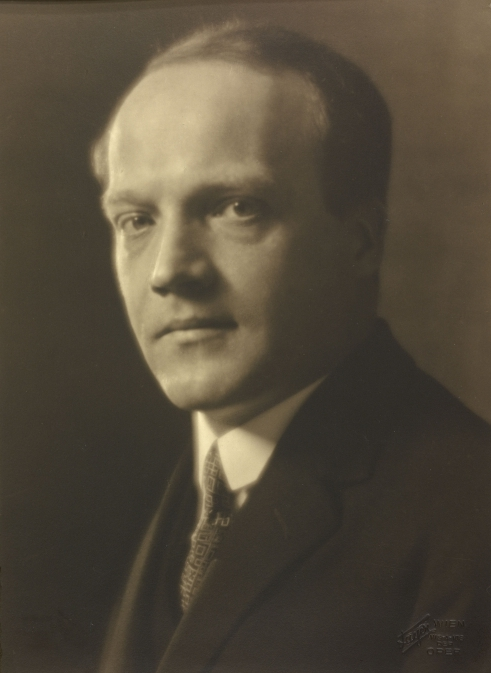
Heinrich von Kralik († 1965)

- 1965: Heinrich von Kralik, österreichischer Musikwissenschaftler und -schriftsteller
- 1966: Hans Adametz, österreichischer Keramiker, Bildhauer und Kunsterzieher
- 1966: Alexander Alexandrowitsch Anufrijew, sowjetischer Leichtathlet
- 1966: Gus Edson, US-amerikanischer Cartoonist und Comiczeichner
- 1966: Gerard Leene, niederländischer Bahnradsportler
- 1968: Władysław Kędra, polnischer Pianist und Musikpädagoge
- 1971: Ida Schwetz-Lehmann, österreichische Keramikerin und Bildhauerin
- 1973: Bernard Etté, deutscher Kapellmeister und Violinist
- 1973: Anna Magnani, italienische Schauspielerin
- 1973: Anton Schnack, deutscher Schriftsteller
- 1976: Leopold Ružička, kroatisch-schweizerischer Chemiker, Nobelpreisträger
- 1977: Franz Böhm, deutscher Jurist und Ökonom

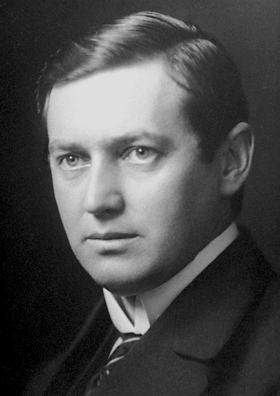
Manne Siegbahn († 1978)

- 1978: Manne Siegbahn, schwedischer Physiker, Nobelpreisträger
- 1980: Pat Hare, US-amerikanischer Sänger, Blues- und Rockabilly-Gitarrist
- 1981: Ludwig Goldbrunner, deutscher Fußballspieler
- 1982: Henri D’Espine, Schweizer evangelischer Geistlicher und Hochschullehrer
- 1987: Edgar Anstey, britischer Filmproduzent
- 1987: Ethel Catherwood, kanadische Leichtathletin
- 1987: Herbert Tichy, österreichischer Schriftsteller und Geologe, Journalist und Bergsteiger
- 1988ː Stefania Filo Speziale, italienische Architektin
- 1988: Branko Zebec, jugoslawischer Fußballspieler
- 1989: Fred Adlmüller, deutsch-österreichischer Modeschöpfer
- 1989: Lieselotte Berger, deutsche Politikerin
- 1990: Louis Bonne, französischer Autorennfahrer
- 1990: Lothar Collatz, deutscher Mathematiker
- 1990: Alberto Moravia, italienischer Schriftsteller
- 1991: Billy Vaughn, amerikanischer Musiker
- 1992: Hermann Junack, deutscher Forstmann
- 1992: Erich Krempel, deutscher Sportschütze
- 1992: Alexander Nikiforowitsch Woronin, sowjetisch-russischer Gewichtheber, Olympiasieger
- 1994: Maurice Ashley, britischer Historiker

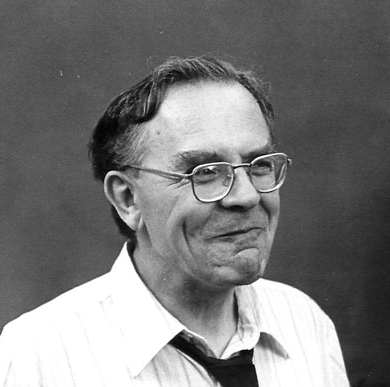
Geoffrey Wilkinson († 1996)

- 1996: Geoffrey Wilkinson, britischer Chemiker, Nobelpreisträger
- 1997: Ernst Florey, österreichischer Zoologe, Neurobiologe und Wissenschaftshistoriker
- 1998: Betty Carter, US-amerikanische Jazzsängerin
- 2000: Robert Lax, US-amerikanischer Autor, Lyriker und Publizist
- 2000: Richard Mulligan, US-amerikanischer Schauspieler
- 2000: Baden Powell de Aquino, brasilianischer Musiker
- 2000: Max Waldmeier, Schweizer Astronom und Sonnenforscher

### 21. Jahrhundert
- 2001: Pierre Abbink Spaink, niederländischer Komponist und Musikpädagoge
- 2002: Enzo Andronico, italienischer Schauspieler
- 2002: Henry Larsen, dänischer Ruderer
- 2003: Augustinus Franz Kropfreiter, österreichischer Komponist und Organist
- 2003: Shawn Lane, US-amerikanischer Rock- und Fusion-Gitarrist

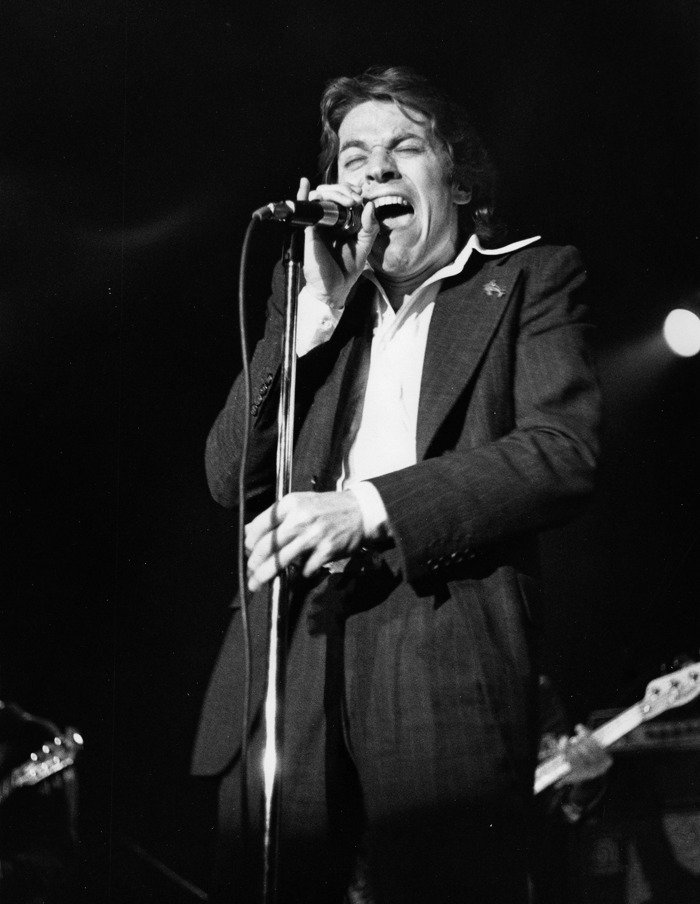
Robert Palmer († 2003)

- 2003: Robert Palmer, britischer Musiker
- 2004: Amjad Farooqi, pakistanischer Terrorist
- 2004: Einar Førde, norwegischer Politiker und Journalist
- 2004: Jürgen Oelschläger, deutscher Motorradrennfahrer
- 2006: Gerhard Behrendt, deutscher Regisseur und Puppengestalter, Erfinder des Sandmännchens des Deutschen Fernsehfunks
- 2006: Iva Ikuko Toguri D’Aquino, japanisch-US-amerikanische Hörfunkmoderatorin
- 2006: Byron Nelson, US-amerikanischer Golfspieler
- 2006: Gerardus Antonius Joseph van Os, niederländischer Biochemiker
- 2007: Stanislav Andreski, polnischer Soziologe
- 2008: Krystyna Moszumańska-Nazar, polnische Komponistin
- 2008: Paul Newman, US-amerikanischer Schauspieler, Automobilrennfahrer und Unternehmer
- 2008: Leopold Wagner, österreichischer Politiker
- 2009: Geoff Barrowcliffe, englischer Fußballspieler

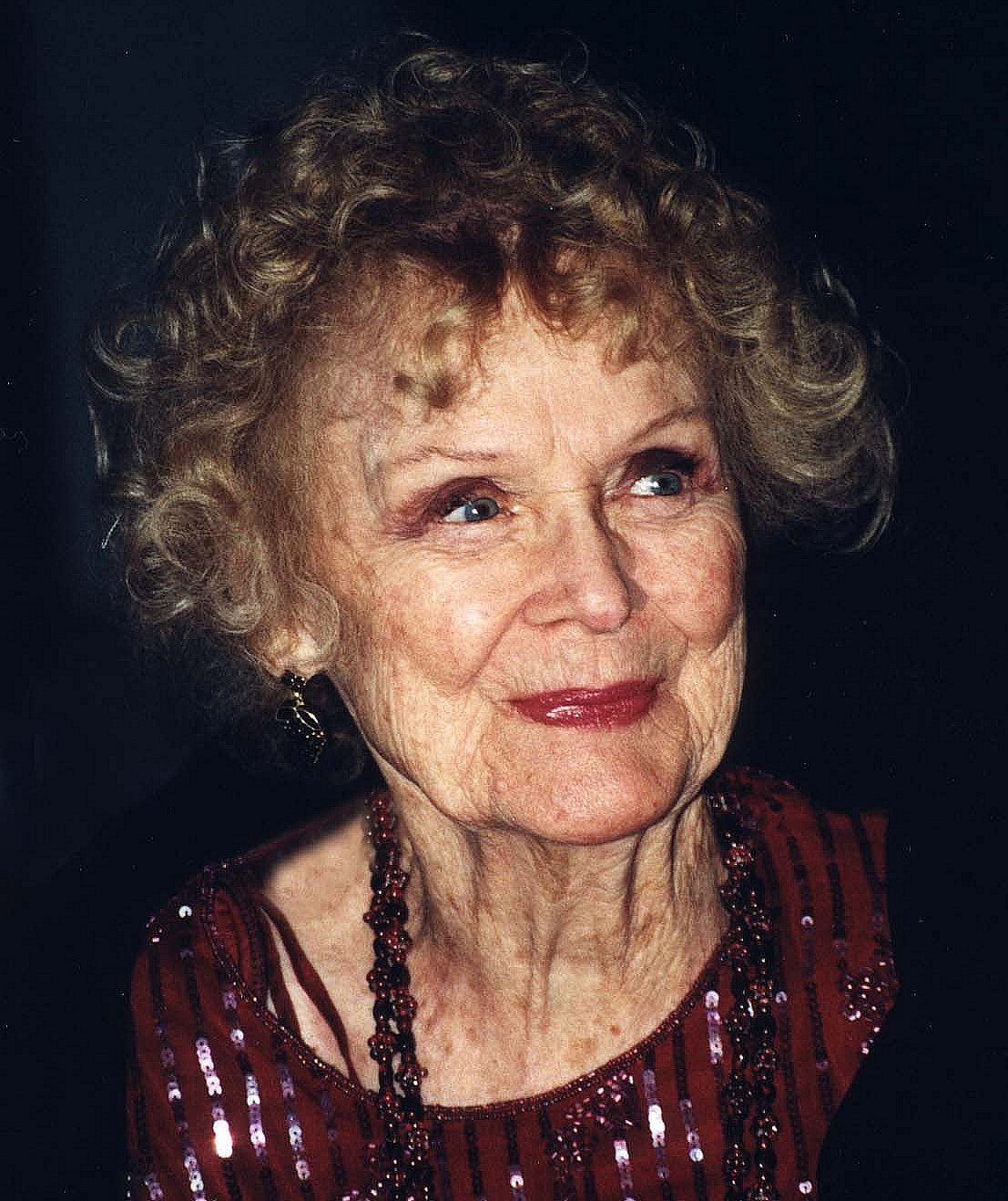
Gloria Stuart († 2010)

- 2010: Gloria Stuart, US-amerikanische Schauspielerin
- 2012: Sylvia Fedoruk, kanadische Physikerin, Curlerin und Politikerin
- 2013: Arno Hamburger, deutscher Kommunalpolitiker und Sportfunktionär
- 2013: Helmut Simon, deutscher Jurist, Richter des Bundesverfassungsgerichts
- 2014: Wolfgang Hutter, österreichischer Maler und Grafiker
- 2014: Takamaro Shigaraki, japanischer Religionsphilosoph
- 2015: Kurt Neuner, österreichischer Politiker
- 2016: Herschell Gordon Lewis, US-amerikanischer Filmregisseur
- 2016: Karel Růžička, tschechischer Jazzpianist und Komponist
- 2017: Noël Cunningham-Reid, britischer Autorennfahrer
- 2017: Berno Rupp, deutscher Seelsorger
- 2018: Ignaz Kirchner, deutscher Schauspieler
- 2018: Charlotte Schmid, Schweizer Designerin

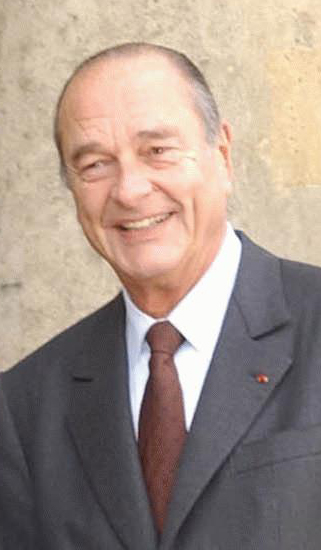
Jacques Chirac († 2019)

- 2019: Jacques Chirac, französischer Politiker, Premierminister, Staatspräsident
- 2019: William Joseph Levada, US-amerikanischer Kardinal
- 2019: Malwine Moeller, deutsche Opernsängerin und Schauspielerin
- 2020: Rosemarie von Schweitzer, deutsche Haushaltswissenschaftlerin
- 2020: Hans Süssmuth, deutscher Historiker und Geschichtsdidaktiker
- 2020: Nicolas Wildhaber, Schweizer Schwimmer und Sportfunktionär
- 2021: Srđan Hofman, serbischer Komponist und Hochschullehrer
- 2021: Alan Lancaster, britischer Rockmusiker
- 2022: Christian Hummer, österreichischer Keyboarder
- 2022: Herbert Pilz, deutscher Koch, Gastronomiehistoriker, Fach- und Kochbuchautor

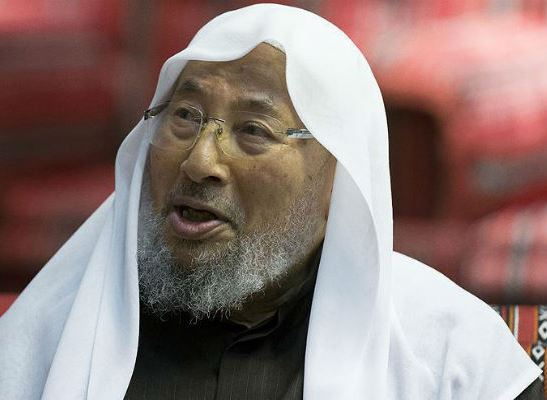
Yusuf al-Qaradawi († 2022)

- 2022: Yusuf al-Qaradawi, ägyptisch-katarischer islamischer Rechtsgelehrter
- 2023: Uwe Holmer, deutscher Theologe, Pastor und Autor
- 2023: Erlo Stegen, südafrikanischer Missionar und Prediger
- 2024: Winfried Frey, deutscher Mediävist und Antisemitismusforscher
- 2024 Klaus J. Zink, deutscher Wirtschaftswissenschaftler

## Feier- und Gedenktage
- Kirchliche Gedenktage
  - Antonio Herrezuelo und Leonor de Cisnere, spanisches Ehepaar und Märtyrer (evangelisch)
  - Hl. Cosmas und Damian, römische Zwillinge, Ärzte und Märtyrer (katholisch)
  - Hl. Nilus von Rossano, Einsiedler, Klostergründer und Abt (katholisch und orthodox)
- Gedenktage internationaler Organisationen
  - Europäischer Tag der Sprachen (Europarat) (seit 2001)

Weitere Einträge enthält die Liste von Gedenk- und Aktionstagen.